# Leichtathletik-Weltmeisterschaften 2013
| Medaillenspiegel (Endstand nach 47 Entscheidungen) | Medaillenspiegel (Endstand nach 47 Entscheidungen) | Medaillenspiegel (Endstand nach 47 Entscheidungen) | Medaillenspiegel (Endstand nach 47 Entscheidungen) | Medaillenspiegel (Endstand nach 47 Entscheidungen) | Medaillenspiegel (Endstand nach 47 Entscheidungen) |
| Platz                                              | Land                                               | G                                                  | S                                                  | B                                                  | Gesamt                                             |
| -------------------------------------------------- | -------------------------------------------------- | -------------------------------------------------- | -------------------------------------------------- | -------------------------------------------------- | -------------------------------------------------- |
| 1                                                  | Vereinigte Staaten                                 | 7                                                  | 14                                                 | 5                                                  | 26                                                 |
| 2                                                  | Jamaika                                            | 6                                                  | 2                                                  | 2                                                  | 10                                                 |
| 3                                                  | Kenia                                              | 5                                                  | 4                                                  | 3                                                  | 12                                                 |
| 4                                                  | Russland                                           | 5                                                  | 1                                                  | 4                                                  | 10                                                 |
| 5                                                  | Deutschland                                        | 4                                                  | 2                                                  | 1                                                  | 7                                                  |
| 6                                                  | Äthiopien                                          | 3                                                  | 3                                                  | 4                                                  | 10                                                 |
| 7                                                  | Großbritannien                                     | 3                                                  | 1                                                  | 3                                                  | 7                                                  |
| 8                                                  | Polen                                              | 2                                                  | 1                                                  | −                                                  | 3                                                  |
| 9                                                  | Ukraine                                            | 2                                                  | −                                                  | 2                                                  | 4                                                  |
| 10                                                 | Tschechien                                         | 2                                                  | −                                                  | 1                                                  | 3                                                  |
| Vollständiger Medaillenspiegel                     |                                                    |                                                    |                                                    |                                                    |                                                    |

Die 14. Leichtathletik-Weltmeisterschaften fanden vom 10. bis 18. August 2013 im Olympiastadion Luschniki in Moskau statt.

## Bewerbung

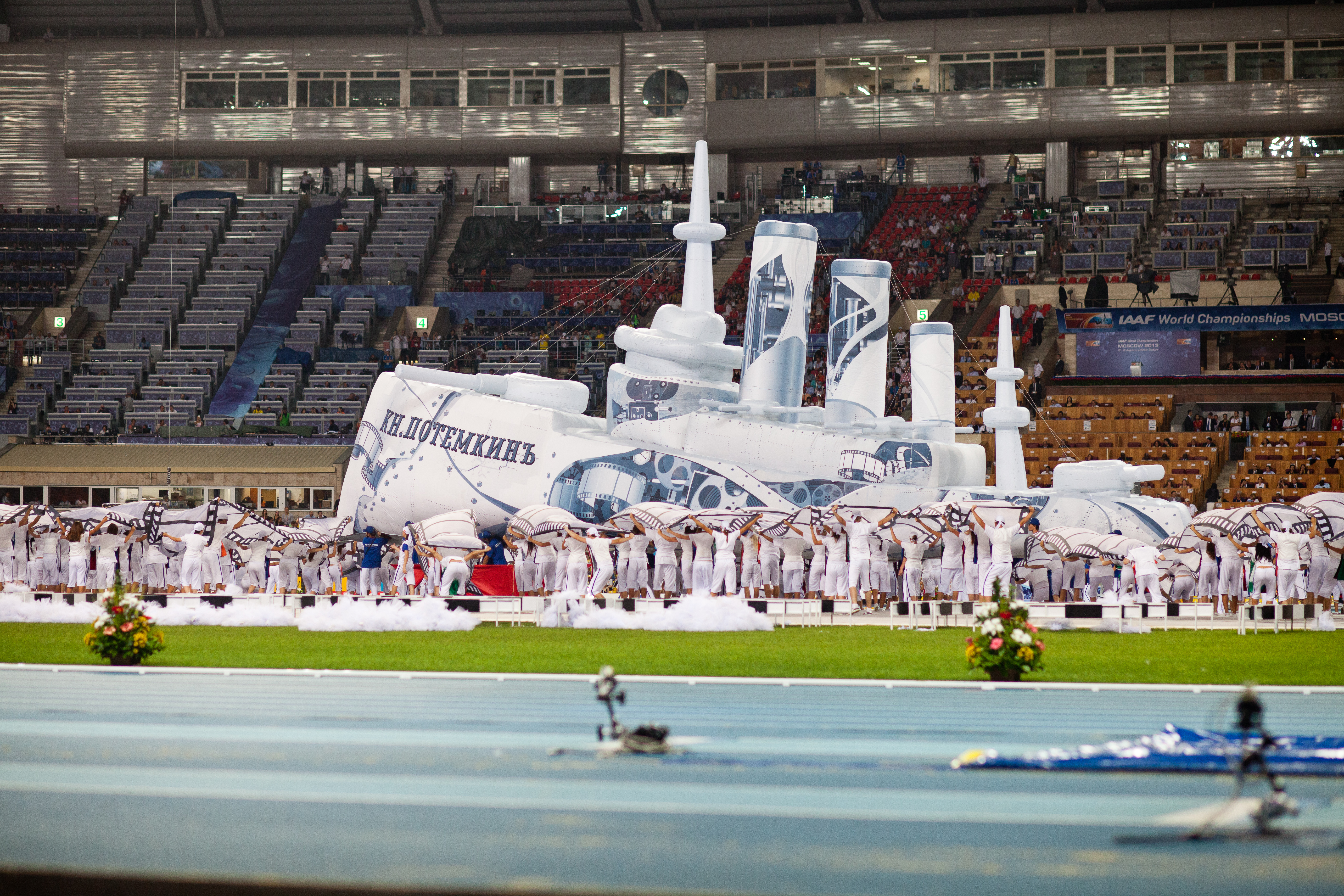
Eröffnungszeremonie am 10. August

Bis zum 1. Dezember 2006 hatten sich neben Moskau auch Barcelona in Spanien, Brisbane in Australien und Göteborg in Schweden um die Ausrichtung der Weltmeisterschaften beworben. Göteborg zog seine Kandidatur aufgrund mangelnder finanzieller Unterstützung durch die schwedische Regierung noch im selben Monat zurück.
Der Weltleichtathletikverband (IAAF) verkündete während seiner Mitgliederversammlung am 27. März 2007 in Mombasa, dass Moskau die Wahl zur Ausrichtung der Weltmeisterschaften 2013 gewonnen habe.

## Kritik an der Entscheidung für Moskau als Ausrichterort
Die Entscheidung für Moskau als Ausrichterort der Leichtathletik-Weltmeisterschaften wurde während der Veranstaltung wiederholt von manchen westlichen Fernsehkommentatoren, Sportlern und Zeitungen kritisiert, da das Stadion nur spärlich besucht wurde. Selbst während des 100-Meter-Finals mit Usain Bolt blieben viele Plätze unbesetzt. Dies wurde mit dem geringen Interesse der Russen an Leichtathletik im Vergleich zu beispielsweise Fußball begründet. Entgegen diesen Medienmeldungen erzielten die Weltmeisterschaften laut IAAF insgesamt „hervorragende Besucherzahlen“ und übertrafen den bisherigen Rekord bei den Weltmeisterschaften in Daegu im Jahr 2011. Dieser Vergleich mit den vorangegangenen Weltmeisterschaften ist jedoch wenig aussagekräftig, da auch in Daegu die Besucherzahlen niedrig waren. Da wäre eher ein Vergleich zu beispielsweise den Weltmeisterschaften 2009 angebracht gewesen. In Berlin gab es eine sehr hohe Besucherzahl, im Vergleich dazu schnitt Moskau schlecht ab.

## Wettbewerbe und Qualifikationsstandards
Die A- und B-Standards waren relevant für die Zulassung der Höchstanzahl von Athleten je Land. Bei Erfüllung des A-Standards waren maximal drei Athleten für ein Land zugelassen, wobei alle drei Wettbewerber diesen Standard erreicht haben müssen. Für die Zulassung von maximal einem Athleten war die Erfüllung des B-Standards notwendig.
| Disziplinen und Qualifikationsstandards | Disziplinen und Qualifikationsstandards | Disziplinen und Qualifikationsstandards | Disziplinen und Qualifikationsstandards | Disziplinen und Qualifikationsstandards |
| Disziplin                               | Männer                                  | Männer                                  | Frauen                                  | Frauen                                  |
|                                         | A-Standard                              | B-Standard                              | A-Standard                              | B-Standard                              |
| --------------------------------------- | --------------------------------------- | --------------------------------------- | --------------------------------------- | --------------------------------------- |
| 100 m                                   | 0000010,15 s                            | 0000010,21 s                            | 0000011,28 s                            | 0000011,36 s                            |
| 200 m                                   | 0000020,52 s                            | 0000020,60 s                            | 0000023,05 s                            | 0000023,30 s                            |
| 400 m                                   | 0000045,28 s                            | 0000045,60 s                            | 0000051,55 s                            | 0000052,35 s                            |
| 800 m                                   | 0001:45,30 min                          | 0001:46,20 min                          | 0002:00,00 min                          | 0002:01,50 min                          |
| 1500 m                                  | 0003:35,00 min                          | 0003:37,00 min                          | 0004:05,50 min                          | 0004:09,00 min                          |
| 5000 m                                  | 0013:15,00 min                          | 0013:20,00 min                          | 0015:18,00 min                          | 0015:24,00 min                          |
| 10.000 m                                | 0027:40,00 min                          | 0028:05,00 min                          | 0031:45,00 min                          | 0032:05,00 min                          |
| Marathonlauf                            | 2:17:00 h                               | –                                       | 2:43:00 h                               | –                                       |
| 100 m Hürden                            | –                                       | –                                       | 0000012,94 s                            | 0000013,10 s                            |
| 110 m Hürden                            | 0000013,40 s                            | 0000013,50 s                            | –                                       | –                                       |
| 400 m Hürden                            | 0000049,40 s                            | 0000049,60 s                            | 0000055,40 s                            | 0000056,55 s                            |
| 3000 m Hindernis                        | 0008:26,00 min                          | 0008:32,00 min                          | 0009:43,00 min                          | 0009:48,00 min                          |
| 4 × 100 m                               | 0000039,20 s                            | –                                       | 0000044,00 s                            | –                                       |
| 4 × 400 m                               | 0003:05,00 min                          | –                                       | 0003:33,00 min                          | –                                       |
| 20-km-Gehen                             | 1:24:00 h                               | 1:26:00 h                               | 1:36:00 h                               | 1:38:00 h                               |
| 50-km-Gehen                             | 4:02:00 h                               | 4:16:00 h                               | –                                       | –                                       |
| Hochsprung                              | 000002,31 m                             | 000002,28 m                             | 000001,95 m                             | 000001,92 m                             |
| Stabhochsprung                          | 000005,70 m                             | 000005,60 m                             | 000004,60 m                             | 000004,50 m                             |
| Weitsprung                              | 000008,25 m                             | 000008,10 m                             | 000006,75 m                             | 000006,65 m                             |
| Dreisprung                              | 000017,20 m                             | 000016,85 m                             | 000014,40 m                             | 000014,20 m                             |
| Kugelstoßen                             | 000020,60 m                             | 000020,10 m                             | 000018,30 m                             | 000017,20 m                             |
| Diskuswurf                              | 000066,00 m                             | 000064,00 m                             | 000062,00 m                             | 000059,50 m                             |
| Hammerwurf                              | 000079,00 m                             | 000076,00 m                             | 000072,00 m                             | 000069,50 m                             |
| Speerwurf                               | 000083,50 m                             | 000081,00 m                             | 000062,00 m                             | 000060,00 m                             |
| Siebenkampf                             | –                                       | –                                       | 00006100 P                              | 00005950 P                              |
| Zehnkampf                               | 00008200 P                              | 00008000 P                              | –                                       | –                                       |

## Teilnehmende Nationen
Aufgrund der oben genannten Qualifikationsstandards entsandten 206 nationale Leichtathletikverbände insgesamt 1974 weibliche und männliche Athleten zu den Weltmeisterschaften.
Liste der teilnehmenden Nationen:
- Afghanistan (1)
- Ägypten (4)
- Albanien (2)
- Algerien (11)
- Amerikanisch-Samoa (1)
- Amerikanische Jungferninseln (1)
- Andorra (1)
- Angola (1)
- Anguilla (1)
- Antigua und Barbuda (1)
- Äquatorialguinea (1)
- Argentinien (8)
- Armenien (1)
- Aruba (1)
- Aserbaidschan (2)
- Äthiopien (46)
- Australien (47)
- Bahamas (26)
- Bahrain (10)
- Bangladesch (1)
- Barbados (9)
- Belarus (27)
- Belgien (17)
- Benin (1)
- Bermuda (2)
- Bhutan (1)
- Bolivien (2)
- Bosnien und Herzegowina (2)
- Botswana (11)
- Brasilien (32)
- Britische Jungferninseln (3)
- Brunei (1)
- Bulgarien (10)
- Burkina Faso (1)
- Burundi (1)
- Cayman Islands (1)
- Chile (7)
- Volksrepublik China (53)
- Chinesisch Taipeh (7)
- Cookinseln (1)
- Costa Rica (1)
- Dänemark (2)
- Demokratische Republik Kongo (1)
- Deutschland (67)
- Dominica (1)
- Dominikanische Republik (10)
- Dschibuti (1)
- Ecuador (12)
- El Salvador (1)
- Elfenbeinküste (3)
- Eritrea (10)
- Estland (9)
- Fidschi (2)
- Finnland (10)
- Frankreich (52)
- Französisch-Polynesien (1)
- Gabun (2)
- Gambia (1)
- Georgien (2)
- Ghana (1)
- Gibraltar (1)
- Grenada (2)
- Griechenland (17)
- Guam (1)
- Guatemala (6)
- Guinea (1)
- Guinea-Bissau (1)
- Guyana (3)
- Haiti (1)
- Honduras (1)
- Hongkong (6)
- Indien (15)
- Indonesien (1)
- Irak (1)
- Iran (6)
- Irland (11)
- Island (1)
- Israel (3)
- Italien (57)
- Jamaika (45)
- Japan (41)
- Jemen (1)
- Jordanien (1)
- Kambodscha (1)
- Kamerun (1)
- Kanada (46)
- Kap Verde (1)
- Kasachstan (17)
- Katar (5)
- Kenia (49)
- Kirgisistan (2)
- Kiribati (1)
- Kolumbien (20)
- Komoren (1)
- Kroatien (7)
- Kuba (25)
- Kuwait (1)
- Laos (1)
- Lesotho (3)
- Lettland (10)
- Litauen (14)
- Luxemburg (1)
- Macau (1)
- Madagaskar (2)
- Malawi (1)
- Malaysia (1)
- Malediven (1)
- Mali (1)
- Malta (1)
- Marokko (21)
- Marshallinseln (1)
- Mauretanien (1)
- Mauritius (1)
- Nordmazedonien (1)
- Mexiko (16)
- Föderierte Staaten von Mikronesien (1)
- Moldau (4)
- Monaco (1)
- Mongolei (2)
- Montenegro (2)
- Montserrat (1)
- Mosambik (1)
- Myanmar (1)
- Namibia (6)
- Nauru (1)
- Neuseeland (9)
- Nicaragua (1)
- Niederlande (23)
- Niger (1)
- Nigeria (17)
- Nordkorea (4)
- Nördliche Marianen (1)
- Norwegen (11)
- Oman (1)
- Österreich (2)
- Osttimor (1)
- Pakistan (1)
- Palästina (1)
- Palau (1)
- Panama (1)
- Papua-Neuguinea (2)
- Paraguay (1)
- Peru (2)
- Philippinen (1)
- Polen (55)
- Portugal (12)
- Puerto Rico (4)
- Republik Kongo (1)
- Ruanda (2)
- Rumänien (19)
- Russland (118)
- Salomonen (1)
- Sambia (3)
- Samoa (1)
- San Marino (1)
- São Tomé und Príncipe (1)
- Saudi-Arabien (11)
- Schweden (24)
- Schweiz (18)
- Senegal (5)
- Serbien (8)
- Seychellen (1)
- Sierra Leone (1)
- Simbabwe (2)
- Singapur (1)
- Slowakei (11)
- Slowenien (9)
- Somalia (1)
- Spanien (41)
- Sri Lanka (8)
- St. Kitts und Nevis (6)
- St. Lucia (3)
- St. Vincent und die Grenadinen (2)
- Südafrika (30)
- Sudan (1)
- Südkorea (16)
- Suriname (1)
- Swasiland (1)
- Syrien (1)
- Tadschikistan (2)
- Tansania (2)
- Thailand (2)
- Togo (1)
- Tonga (1)
- Trinidad und Tobago (21)
- Tschad (1)
- Tschechien (28)
- Tunesien (4)
- Türkei (10)
- Turkmenistan (1)
- Turks- und Caicosinseln (1)
- Tuvalu (1)
- Uganda (12)
- Ukraine (60)
- Ungarn (11)
- Uruguay (1)
- Usbekistan (3)
- Vanuatu (1)
- Venezuela (14)
- Vereinigte Arabische Emirate (1)
- Vereinigtes Königreich (60)
- Vereinigte Staaten (137)
- Vietnam (1)
- Zentralafrikanische Republik (1)
- Zypern (2)

## Wettkampfplan
Legende: M: morgens und A: abends
| Q | Qualifikation | V | Vorkampf/-lauf | ½ | Halbfinale | F | Finale |

| Datum →          | Sa 10. | Sa 10. | So 11. | So 11. | So 11. | Mo 12. | Mo 12. | Mo 12. | Di 13. | Di 13. | Mi 14. | Mi 14. | Do 15. | Do 15. | Fr 16. | Fr 16. | Sa 17. | Sa 17. | So 18. | So 18. | So 18. |
| Wettkampf ↓      | M      | A      | M      | A      | A      | M      | A      | A      | M      | A      | M      | A      | M      | A      | M      | A      | M      | A      | M      | A      | A      |
| ---------------- | ------ | ------ | ------ | ------ | ------ | ------ | ------ | ------ | ------ | ------ | ------ | ------ | ------ | ------ | ------ | ------ | ------ | ------ | ------ | ------ | ------ |
| 100 m            | Q      | V      |        | ½      | F      |        |        |        |        |        |        |        |        |        |        |        |        |        |        |        |        |
| 200 m            |        |        |        |        |        |        |        |        |        |        |        |        |        |        | V      | ½      |        | F      |        |        |        |
| 400 m            |        |        | V      |        |        |        | ½      | ½      |        | F      |        |        |        |        |        |        |        |        |        |        |        |
| 800 m            | V      |        |        | ½      | ½      |        |        |        |        | F      |        |        |        |        |        |        |        |        |        |        |        |
| 1500 m           |        |        |        |        |        |        |        |        |        |        | V      |        |        |        |        | ½      |        |        |        | F      | F      |
| 5000 m           |        |        |        |        |        |        |        |        | V      |        |        |        |        |        |        | F      |        |        |        |        |        |
| 10.000 m         |        | F      |        |        |        |        |        |        |        |        |        |        |        |        |        |        |        |        |        |        |        |
| Marathon         |        |        |        |        |        |        |        |        |        |        |        |        |        |        |        |        |        | F      |        |        |        |
| 110 m Hürden     |        |        | V      |        |        |        | ½      | F      |        |        |        |        |        |        |        |        |        |        |        |        |        |
| 400 m Hürden     |        |        |        |        |        | V      |        |        |        | ½      |        |        |        | F      |        |        |        |        |        |        |        |
| 3000 m Hindernis |        |        |        |        |        | V      |        |        |        |        |        |        |        | F      |        |        |        |        |        |        |        |
| 4 × 100 m        |        |        |        |        |        |        |        |        |        |        |        |        |        |        |        |        |        |        |        | V      | F      |
| 4 × 400 m        |        |        |        |        |        |        |        |        |        |        |        |        |        | V      |        | F      |        |        |        |        |        |
| 20-km-Gehen      |        |        |        | F      | F      |        |        |        |        |        |        |        |        |        |        |        |        |        |        |        |        |
| 50-km-Gehen      |        |        |        |        |        |        |        |        |        |        | F      |        |        |        |        |        |        |        |        |        |        |
| Hochsprung       |        |        |        |        |        |        |        |        | Q      |        |        |        |        | F      |        |        |        |        |        |        |        |
| Stabhochsprung   | Q      |        |        |        |        |        | F      | F      |        |        |        |        |        |        |        |        |        |        |        |        |        |
| Weitsprung       |        |        |        |        |        |        |        |        |        |        | Q      |        |        |        |        | F      |        |        |        |        |        |
| Dreisprung       |        |        |        |        |        |        |        |        |        |        |        |        |        |        | Q      |        |        |        |        | F      | F      |
| Kugelstoßen      |        |        |        |        |        |        |        |        |        |        |        |        | Q      |        |        | F      |        |        |        |        |        |
| Diskuswurf       |        |        |        |        |        | Q      |        |        |        | F      |        |        |        |        |        |        |        |        |        |        |        |
| Hammerwurf       |        | Q      |        |        |        |        | F      | F      |        |        |        |        |        |        |        |        |        |        |        |        |        |
| Speerwurf        |        |        |        |        |        |        |        |        |        |        |        |        | Q      |        |        |        |        | F      |        |        |        |
| Zehnkampf        | F      | F      | F      | F      | F      |        |        |        |        |        |        |        |        |        |        |        |        |        |        |        |        |

| Datum →          | Sa 10. | Sa 10. | So 11. | So 11. | Mo 12. | Mo 12. | Mo 12. | Di 13. | Di 13. | Mi 14. | Mi 14. | Do 15. | Do 15. | Fr 16. | Fr 16. | Sa 17. | Sa 17. | Sa 17. | So 18. | So 18. | So 18. |
| Wettkampf ↓      | M      | A      | M      | A      | M      | A      | A      | M      | A      | M      | A      | M      | A      | M      | A      | M      | A      | A      | M      | A      | A      |
| ---------------- | ------ | ------ | ------ | ------ | ------ | ------ | ------ | ------ | ------ | ------ | ------ | ------ | ------ | ------ | ------ | ------ | ------ | ------ | ------ | ------ | ------ |
| 100 m            |        |        | V      |        |        | ½      | F      |        |        |        |        |        |        |        |        |        |        |        |        |        |        |
| 200 m            |        |        |        |        |        |        |        |        |        |        |        | V      | ½      |        | F      |        |        |        |        |        |        |
| 400 m            |        | V      |        | ½      |        | F      | F      |        |        |        |        |        |        |        |        |        |        |        |        |        |        |
| 800 m            |        |        |        |        |        |        |        |        |        |        |        | V      |        |        | ½      |        |        |        |        | F      | F      |
| 1500 m           |        |        | V      |        |        |        |        |        | ½      |        |        |        | F      |        |        |        |        |        |        |        |        |
| 5000 m           |        |        |        |        |        |        |        |        |        | V      |        |        |        |        |        |        | F      | F      |        |        |        |
| 10.000 m         |        |        |        | F      |        |        |        |        |        |        |        |        |        |        |        |        |        |        |        |        |        |
| Marathon         |        | F      |        |        |        |        |        |        |        |        |        |        |        |        |        |        |        |        |        |        |        |
| 100 m Hürden     |        |        |        |        |        |        |        |        |        |        |        |        |        | V      |        |        | ½      | F      |        |        |        |
| 400 m Hürden     |        |        |        |        | V      |        |        |        | ½      |        |        |        | F      |        |        |        |        |        |        |        |        |
| 3000 m Hindernis |        | V      |        |        |        |        |        |        | F      |        |        |        |        |        |        |        |        |        |        |        |        |
| 4 × 100 m        |        |        |        |        |        |        |        |        |        |        |        |        |        |        |        |        |        |        |        | V      | F      |
| 4 × 400 m        |        |        |        |        |        |        |        |        |        |        |        |        |        | V      |        |        | F      | F      |        |        |        |
| 20-km-Gehen      |        |        |        |        |        |        |        | F      |        |        |        |        |        |        |        |        |        |        |        |        |        |
|                  |        |        |        |        |        |        |        |        |        |        |        |        |        |        |        |        |        |        |        |        |        |
| Hochsprung       |        |        |        |        |        |        |        |        |        |        |        | Q      |        |        |        |        | F      | F      |        |        |        |
| Stabhochsprung   |        |        |        | Q      |        |        |        |        | F      |        |        |        |        |        |        |        |        |        |        |        |        |
| Weitsprung       |        | Q      |        | F      |        |        |        |        |        |        |        |        |        |        |        |        |        |        |        |        |        |
| Dreisprung       |        |        |        |        |        |        |        | Q      |        |        |        |        | F      |        |        |        |        |        |        |        |        |
| Kugelstoßen      |        |        | Q      |        |        | F      | F      |        |        |        |        |        |        |        |        |        |        |        |        |        |        |
| Diskuswurf       | Q      |        |        | F      |        |        |        |        |        |        |        |        |        |        |        |        |        |        |        |        |        |
| Hammerwurf       |        |        |        |        |        |        |        |        |        | Q      |        |        |        |        | F      |        |        |        |        |        |        |
| Speerwurf        |        |        |        |        |        |        |        |        |        |        |        |        |        | Q      |        |        |        |        |        | F      | F      |
| Siebenkampf      |        |        |        |        | F      | F      | F      | F      | F      |        |        |        |        |        |        |        |        |        |        |        |        |

## Sportliche Leistungen
Obwohl es keinen Weltrekord gab, lagen die Leistungen dieser Weltmeisterschaften auf einem durchweg sehr hohen Niveau. Es gab zwei Weltmeisterschaftsrekorde, und acht Weltjahresbestleistungen, die im Folgenden aufgelistet sind.

### Rekorde und Bestleistungen
- Weltmeisterschaftsrekorde (CR)
  - Hochsprung, Männer – Bohdan Bondarenko (Ukraine) 2,41 m (Finale)
  - 4-mal-100-Meter-Staffel, Frauen – Jamaika (Carrie Russell, Kerron Stewart, Schillonie Calvert, Shelly-Ann Fraser-Pryce) 41,29 s (Finale)
  - Hammerwurf, Frauen – Anita Włodarczyk (Polen) 78,46 m (Finale)
- Weltjahresbestleistungen (WL)
  - 200-Meter-Lauf, Männer – Usain Bolt (Jamaika) 19,66 s (Finale)
  - 400-Meter-Lauf, Männer – LaShawn Merritt (USA) 43,74 s (Finale)
  - 110-Meter-Hürdenlauf, Männer – David Oliver (USA) 13,00 s (Finale)
  - 400-Meter-Hürdenlauf, Männer – Jehue Gordon (Trinidad und Tobago) 47,69 s (Finale)
  - 4-mal-100-Meter-Staffel, Männer – Jamaika (Nesta Carter, Kemar Bailey-Cole, Nickel Ashmeade, Usain Bolt) 37,36 s (Finale)
  - 20-km-Gehen, Männer – Robert Heffernan (Irland) 3:37:56 h
  - Dreisprung, Männer – Teddy Tamgho (Frankreich) 18,04 m (Finale)
  - Hammerwurf, Männer – Paweł Fajdek (Polen) 81,97 m (Finale)
  - 100-Meter-Lauf, Frauen – Shelly-Ann Fraser-Pryce (Jamaika) 10,71 s (Finale)
  - 400-Meter-Hürdenlauf, Frauen – Zuzana Hejnová (Tschechien) 52,83 s (Finale)
  - 3000-Meter-Hindernislauf, Frauen – Milcah Chemos Cheywa (Kenia) 9:11,65 min (Finale)
- Kontinentalrekorde (AR)
  - 4-mal-100-Meter-Staffel, Frauen – Brasilien ( Evelyn dos Santos, Ana Cláudia Silva, Franciela Krasucki, Rosângela Santos) 42,29 s (Vorlauf)

Darüber hinaus wurden 37 nationale Rekorde (NR) aufgestellt.

### Erfolgreichste Sportler
- Es gab vier Athleten, die mehr als eine Goldmedaille errangen.
  - Usain Bolt, Jamaika – 3-mal Gold (100 Meter / 200 Meter / 4 × 100 Meter)
  - Shelly-Ann Fraser-Pryce, Jamaika – 3-mal Gold (100 Meter / 200 Meter / 4 × 100 Meter)
  - Mo Farah, Großbritannien – 2-mal Gold (5000 Meter / 10.000 Meter)
  - LaShawn Merritt, USA – 2-mal Gold (400 Meter / 4 × 400 Meter)
- Folgende Weltmeister waren bereits bei vorangegangenen Weltmeisterschaften siegreich:
  - Usain Bolt, Jamaika – 100 Meter: zweiter Sieg nach 2009 / 200 Meter: dritter Sieg nach 2009 und 2011 / 4 × 100 Meter: dritter Sieg nach 2009 und 2011, damit jetzt achtfacher Weltmeister
  - LaShawn Merritt, USA – 400 Meter: zweiter Sieg nach 2009 / 4 × 400 Meter: vierter Sieg in Folge, damit jetzt sechsfacher Weltmeister
  - Tirunesh Dibaba, Äthiopien – 10.000 Meter: dritter Sieg nach 2005 und 2007, außerdem Weltmeisterin 2003 und 2005 über 5000 Meter, damit jetzt fünffache Weltmeisterin
  - Shelly-Ann Fraser-Pryce, Jamaika – 100 Meter: zweiter Sieg nach 2009 / 4 × 100 Meter: zweiter Sieg nach 2009 / außerdem hier Weltmeisterin über 200 Meter, damit jetzt fünffache Weltmeisterin
  - Valerie Adams, Neuseeland – Kugelstoßen: vierter Sieg in Folge
  - Natasha Hastings, USA – 4 × 400 Meter: vierter Sieg in Folge
  - Ezekiel Kemboi, Kenia – 3000 Meter Hindernis: dritter Sieg in Folge
  - Robert Harting, Deutschland – Diskuswurf: dritter Sieg in Folge
  - Brittney Reese, USA – Weitsprung: dritter Sieg in Folge
  - Jelena Issinbajewa, Russland – Stabhochsprung: dritter Sieg nach 2005 und 2007
  - Mo Farah, Großbritannien – 5000 Meter: zweiter Sieg in Folge, außerdem hier Weltmeister über 10.000 Meter, damit jetzt dreifacher Weltmeister
  - Jessica Beard, USA – 4 × 400 Meter: dritter Sieg in Folge
  - Asbel Kiprop, Kenia – 1500 Meter: zweiter Sieg in Folge
  - Edna Kiplagat, Kenia – Marathonlauf: zweiter Sieg in Folge
  - Christine Ohuruogu, Großbritannien – 400 Meter: zweiter Sieg nach 2007
  - Meseret Defar, Äthiopien – 5000 Meter: zweiter Sieg nach 2007
  - Nesta Carter, Jamaika – 4 × 100 Meter: zweiter Sieg in Folge
  - Kerron Stewart, Jamaika – 4 × 100 Meter: zweiter Sieg nach 2009
- Im Hinblick auf den Wertmaßstab der Weltranglisten in den einzelnen Disziplinen gab es unter anderem folgende besonders hervorzuhebende Leistungen:
  - Robert Heffernan (Irland), 50-km-Gehen – 3:37:56 min
  - Bohdan Bondarenko (Ukraine), Hochsprung – 2,41 m
  - Teddy Tamgho (Frankreich) Dreisprung – 18,04 m
  - Ashton Eaton (USA), Zehnkampf – 8809 P
  - Zuzana Hejnová (Tschechien), 400 Meter Hürden – 52,83 s

## Doping
Schon vor diesen Weltmeisterschaften gab es wieder einmal einen Eklat in Sachen Doping. Gleich zwei Topsprinter wurden der Einnahme verbotener Mittel überführt und von den Weltmeisterschaften ausgeschlossen. Es handelte sich um den US-Amerikaner Tyson Gay, Hauptwidersacher des Ausnahmesprinters Usain Bolt, sowie um Bolts Landsmann Asafa Powell.
Drei weitere Dopingfälle gab es unmittelbar vor Beginn der Wettkämpfe:
- Die rumänische Marathonläuferin Simona Maxim entfernte sich unmittelbar vor der Abreise nach Moskau aus dem Trainingslager in Snagov, als dort Dopingtester eintrafen. Sie wurde daraufhin am 8. August 2013 vom rumänischen Leichtathletikverband aus dem WM-Kader gestrichen.[9]
- Die beiden Sprinterinnen Kelly-Ann Baptiste und Semoy Hackett aus Trinidad und Tobago reisten noch vor dem Wettkampf wieder aus Moskau ab, nachdem sie Medienberichten zufolge bei Dopinguntersuchungen positiv getestet worden waren.[10]

Gleich im Anschluss an die Weltmeisterschaften wurden weitere Dopingfälle gemeldet:
- Roman Awramenko, Ukraine – Speerwurf. Platz 5, gedopt mit dem Mittel Oral-Turinabol
- Massoud Azizi, Afghanistan – 100-Meter-Lauf, in den Vorentscheidungsläufen ausgeschieden, gedopt mit Nandrolon
- Jeremias Saloj, Guatemala – Marathonlauf, zunächst auf Rang 33, gedopt mit Erythropoetin (EPO)
- Ebrahim Rahimian, Iran – 20-km-Gehen, zunächst Platz 52, gedopt mit EPO
- Ýelena Rýabowa, Turkmenistan – 200-Meter-Lauf, im Vorlauf ausgeschieden, gedopt mit einem Steroid
- Ayman Kozhakhmetova, Kasachstan – 20-km-Gehen, zunächst Rang 27, gedopt mit EPO

Im Jahr 2016 kam dann eine Lawine ins Rollen, als bekannt wurde, dass der russische Sportverband für die Verschleierung positiver Dopingbefunde bei den Leichtathletik-Weltmeisterschaften 2013 verantwortlich war. Diese und weitere Erkenntnisse zur Rolle dieses russischen Ministeriums führten schließlich zum Ausschluss russischer Leichtathleten von den Leichtathletikwettbewerben bei den Olympischen Spielen 2016 sowie den Leichtathletik-Weltmeisterschaften 2017 und 2019.
Einer großen Zahl weiterer Athleten wurden in der Zeit nach diesen Weltmeisterschaften nach und nach aufgrund von Verstößen gegen die Antidopingbestimmungen ihre hier errungenen Platzierungen/Medaillen aberkannt.
- Joshua Ross, Australien – 200-Meter-Lauf, im Vorlauf ausgeschieden / 4-mal-100-Meter-Staffel, Vorlauf nicht beendet. Der Athlet erhielt eine zweijährige Sperre, nachdem er drei Dopingtests versäumt hatte. Seine Resultate unter anderem von diesen Weltmeisterschaften wurden gestrichen.[16]
- Abdulaziz Ladan Mohammed, Saudi-Arabien – 800-Meter-Lauf, ursprünglich Rang 8. Der Athlet beging am 9. August 2013 einen Dopingverstoß. Seine im Anschluss erzielten Resultate – unter anderem bei diesen Weltmeisterschaften – wurden annulliert und es folgte eine zweijährige Dopingsperre, die am 23. Mai 2017 begann.[17]
- Othmane el-Goumri, Marokko – 5000-Meter-Lauf, im Vorlauf ausgeschieden. Der Athlet beging am 11. August 2013 einen Dopingverstoß. Seine im Anschluss erzielten Resultate – unter anderem bei diesen Weltmeisterschaften – wurden annulliert und es folgte eine zweijährige Dopingsperre, die am 1. Juli 2016 begann.[18]
- Sergio Sánchez, Spanien – 5000-Meter-Lauf, im Vorlauf ausgeschieden. Bei einer Kontrolle während der spanischen Leichtathletikmeisterschaften am 28. Juli 2013 wurde dem Athleten der Einsatz von Erythropoetin (EPO) nachgewiesen. Seine anschließend erzielten Resultate wurden annulliert und er wurde vom 25. November 2013 an für zwei Jahre gesperrt.[19]
- Hafid Chani, Marokko – Marathonlauf, Rennen nicht beendet. Ihm wurde für den 19. März 2010 anhand seines Biologischen Passes die Verwendung einer verbotenen Substanz nachgewiesen, was die Annullierung seiner von da an erzielten Resultate sowie eine vierjährige Sperre, die am 10. März 2019 begann, nach sich zog.[20]
- Maxim Dyldin, Russland – 4-mal-400-Meter-Staffel, zunächst Platz 3. Der Sportler hatte einen Dopingtest versäumt und wurde vom Internationalen Sportgerichtshof CAS vom 6. Januar 2017 an für vier Jahre gesperrt. Seine mit der russischen 4-mal-400-Meter-Staffel gewonnenen Medaillen bei den Europameisterschaften 2010 und diesen Weltmeisterschaften wurden ihm aberkannt.[21]
- Alexandr Iwanow, Russland – 20-km-Gehen, ursprünglich Weltmeister. Sein WM-Titel wurde ihm aberkannt, nachdem ihm laut russischem Leichtathletikverband Abweichungen im Blut nachgewiesen worden waren. Alle seine Resultate zwischen Juli 2012 und August 2015 wurden annulliert, darunter seine EM-Silbermedaille von 2014. Außerdem wurde er rückwirkend ab 2. Mai 2017 für drei Jahre gesperrt.[22]
- Michail Ryschow, Russland – 50-km-Gehen, zunächst Platz 2. Zusammen mit fünf weiteren Landsleuten wurde Michail Ryschow über seinen Biologischen Pass bei Trainingskontrollen des Dopings überführt. Er erhielt eine Sperre von vier Jahren bis zum 14. Juli 2019.[23][24][25]
- Iwan Uchow, Russland – Hochsprung, zunächst Platz 4. Der Athlet wurde wegen Verstoßes gegen die Antidopingbestimmungen durch den Internationalen Sportgerichtshof CAS für vier Jahre gesperrt. Seine zwischen dem 16. Juli 2012 und dem 31. Dezember 2015 erzielten Resultate wurden annulliert.[26]
- Soslan Zirichow, Russland – Kugelstoßen, in der Qualifikation ausgeschieden. Er wurde für zwei Jahre gesperrt, nachdem er seinen Dopingverstoß zugegeben hatte. Sein WM-Resultat von 2013 wurde gestrichen.[27]
- Pavel Kryvitski, Belarus – Hammerwurf, in der Qualifikation ausgeschieden. Er wurde positiv auf ein verbotenes Wachstumshormon getestet. Dies wurde mit einer Sperre von vier Jahren bis zum 10. Juni 2019 und der Streichung unter anderem seines Resultats von diesen Weltmeisterschaften geahndet.[28]
- Hassan Mohamed Mahmoud, Ägypten – Hammerwurf, in der Qualifikation ausgeschieden. Er wurde am 31. Juli 2013 positiv getestet und erhielt eine Sperre von diesem Datum an bis zum 18. April 2016. Sein Resultat von diesen Weltmeisterschaften wurde gestrichen.[29]
- Jelysaweta Bryshina, Ukraine – 200-Meter-Lauf, im Halbfinale ausgeschieden / 4-mal-100-Meter-Staffel, im Vorlauf ausgeschieden. Die Athletin gehörte zu den ersten positiv getesteten Sportlern dieser Weltmeisterschaften. Sie hatte mit dem Steroid Drostanolon gedopt und wurde in beiden Disziplinen, die sie hier in Moskau bestritten hatte, disqualifiziert. Außerdem gab es für sie eine Sperre bis Ende August 2015.[30]
- Antonina Kriwoschapka, Russland – 400-Meter-Lauf, ursprünglich Platz 3, / 4-mal-400-Meter-Staffel, zunächst Rang 1. Sie wurde für zwei Jahre gesperrt, nachdem sie gemeinsam mit vier weiteren betroffenen Sportlern ihren Dopingverstoß zugegeben hatte. Unter anderem ihre hier erzielten WM-Resultate wurden annulliert, ihre Medaillen musste sie zurückgeben.[31]
- Marija Sawinowa, 800-Meter-Lauf, ursprünglich Platz 2. Auf eine Initiative der IAAF hin wurde der Verstoß der Athletin gegen die Antidopingbestimmungen vom Internationalen Sportgerichtshof CAS mit einer Sperre von vier Jahren geahndet. Alle ihre vom 26. Juli 2010 bis 19. August 2013 erzielten Resultate wurden gestrichen.[32]
- Jekaterina Scharmina, Russland – 1500-Meter-Lauf, ursprünglich Platz 6. Die Läuferin wurde wegen Anomalien in ihrem Blutbild vom 7. Dezember 2015 an für drei Jahre gesperrt. Unter anderem ihr Resultat von diesen Weltmeisterschaften wurde gestrichen.[33]
- Swetlana Podosjonowa, spätere Swetlana Karamaschewa, Russland – 1500-Meter-Lauf, im Halbfinale ausgeschieden. Alle ihre vom 14. Juli bis 16. August 2014 erzielten Resultate wurden wegen Auffälligkeiten in ihrem Biologischen Pass gestrichen.[34]
- Ümmü Kiraz, Türkei – Marathonlauf, Rennen nicht beendet. Die von 2011 bis 2013 erzielten Resultate der Athletin wurden aufgrund von irregulären Blutwerten in ihrem Biologischen Pass durch die Welt-Anti-Doping-Agentur (WADA) annulliert. Darüber hinaus wurde Ümmü Kiraz mit einer Sperre von zweieinhalb Jahren belegt.
- Julija Kondakowa, Russland – 100-Meter-Hürdenlauf, zunächst Platz 8. Sie wurde zusammen mit elf weiteren Sportlern bei Nachtests von den Olympischen Spielen 2012 des Dopingmissbrauchs überführt. Ihre seitdem erzielten Resultate wurden annulliert und sie wurde beginnend mit dem 1. Februar 2019 für vier Jahre gesperrt.[35]
- Hanna Titimez, Ukraine – 400-Meter-Hürdenlauf, zunächst Platz 4. Ihre im Zeitraum vom 26. Juni 2012 bis 26. Juni 2014 erzielten Resultate wurden aufgrund von Dopingvergehen im Jahr 2017 offiziell gestrichen. Außerdem wurde sie vom 3. April 2017 bis zum 2. April 2019 gesperrt.[36]
- Anissja Kirdjapkina, Russland – 20-km-Gehen, zunächst Rang 2. Sie wurde vom Internationalen Sportgerichtshof CAS wegen Blutauffälligkeiten für drei Jahre gesperrt. Ihre bei den Weltmeisterschaften 2011 und 2013 gewonnenen Medaillen musste sie zurückgeben.[37]
- Olena Schumkina, Ukraine – 20-km-Gehen, zunächst Rang 19. Sie wurde wegen auffälliger Blutwerte in ihrem Biologischen Pass für dreieinhalb Jahre gesperrt. Ihre seit Mai 2011 erzielten Ergebnisse wurden gestrichen.[38]
- Swetlana Schkolina, Russland – Hochsprung, ursprünglich Rang 1. Die Athletin wurde wegen Verstoßes gegen die Antidopingbestimmungen durch den Internationalen Sportgerichtshof CAS für vier Jahre gesperrt. Ihre olympische Bronzemedaille von 2012 und ihre WM-Goldmedaille von 2013 musste sie zurückgeben.[26]
- Olga Kutscherenko, Russland – Weitsprung, ursprünglich Platz 5. Sie wurde wegen ihres Verstoßes gegen die Antidopingbestimmungen von der russischen Antidoping-Agentur RUSADA sanktioniert in Form einer zweijährigen Sperre sowie Aberkennung ihrer vom 28. August 2011 bis 28. August 2013 erzielten Resultate.[39]
- Anna Pjatych, Russland – Dreisprung, ursprünglich Platz 7. Sie wurde wegen Einsatzes des leistungssteigernden Mittels Turinabol mit einer Sperre von vier Jahren belegt, die am 15. Dezember 2016 begann. Ihre vom 6. Juli 2013 bis 15. Dezember 2016 erzielten Resultate sowie ihr vierter Rang von den Weltmeisterschaften 2007 wurden annulliert.[40]
- Jewgenija Kolodko, Russland – Kugelstoßen, ursprünglich Platz 5. Sie wurde für zwei Jahre gesperrt, nachdem sie gemeinsam mit vier weiteren betroffenen Sportlern ihren Dopingverstoß zugegeben hatte. Unter anderem ihr hier erzieltes WM-Resultat wurde annulliert.[31]
- Wera Ganejewa, Russland – Diskuswurf, in der Qualifikation ausgeschieden. Sie wurde für zwei Jahre gesperrt, nachdem sie gemeinsam mit vier weiteren betroffenen Sportlern ihren Dopingverstoß zugegeben hatte. Unter anderem ihr hier erzieltes WM-Resultat wurde annulliert[31]
- Tatjana Lyssenko, Russland – Hammerwurf, ursprünglich Platz 1. Sie wurde als Mehrfachtäterin durch den Internationalen Sportgerichtshof für acht Jahre gesperrt. Ihr Weltmeistertitel von 2013 wurde ihr aberkannt.[26]
- Anna Bulgakowa, Russland – Hammerwurf, ursprünglich Platz 5. Sie wurde für zwei Jahre gesperrt, nachdem sie gemeinsam mit vier weiteren betroffenen Sportlern ihren Dopingverstoß zugegeben hatte. Unter anderem ihr hier erzieltes WM-Resultat wurde annulliert.[41]
- Gulfija Chanafejewa, Russland – Hammerwurf, ursprünglich Platz 11. Sie wurde zusammen mit zwei weiteren russischen Leichtathletinnen bei Nachtests zu den Olympischen Spielen 2012 des Dopings überführt. Die Athletin hatte bereits vorher eine Sperre wegen eines Verstoßes aus dem Jahr 2008 hinnehmen müssen. Unter anderem ihr hier erzieltes WM-Resultat wurde gestrichen.[42]
- Aksana Mjankowa, Belarus – Hammerwurf, in der Qualifikation ausgeschieden. Sie wurde bei Nachuntersuchungen der Dopingproben von den Olympischen Spielen 2012 positiv auf Turinabol und Oxandrolon getestet. Ihre Goldmedaille von 2012 musste sie zurückgeben, auch ihr Resultat von den Weltmeisterschaften 2013 wurde gestrichen.[43]

Im Jahr 2019 wurde ein weiterer Athlet bei einem Nachtest des Dopings überführt und gesperrt:
- Dilschod Nasarow, Tadschikistan – Hammerwurf, zunächst Fünfter. Ihm wurde bei einem Nachtest im Jahr 2019 der Einsatz eines verbotenen anabolen Steroids nachgewiesen. Alle seine zwischen dem 29. August 2011 und 29. August 2013 erzielten Resultate wurden ihm aberkannt. Außerdem erhielt er eine am 24. September 2019 beginnende zweijährige Sperre.[44]

So gab es bei diesen Weltmeisterschaften insgesamt 41 Dopingfälle. Dabei wurden die beiden Spitzen-Sprinter aus den USA und Jamaika, deren Disqualifikationen bereits im Vorfeld vollzogen worden waren, nicht mitgezählt. Die Gesamtzahl der offiziellen Fälle hatte sich gegenüber den vorangegangenen Weltmeisterschaften in Berlin um 23 verringert. Dennoch war der Wert immer noch sehr hoch, der Dopingsumpf, der die Leichtathletik schwer belastete, war immer noch groß. Den weitaus größten Anteil bzgl. der suspendierten Sportler hatte Russland. So litt die Glaubwürdigkeit einer ganzen Sportart schwer, was auch der zweite McLaren-Report noch einmal maßgeblich unterstreicht.
Folgende siebzehn Nationen waren von Dopingfällen betroffen:
| Land                | Anzahl der Fälle |  | Land          | Anzahl der Fälle |
| ------------------- | ---------------- |  | ------------- | ---------------- |
| Russland            | 19               |  | Iran          | 1                |
| Ukraine             | 03               |  | Kasachstan    | 1                |
| Marokko             | 02               |  | Rumänien      | 1                |
| Trinidad und Tobago | 02               |  | Saudi-Arabien | 1                |
| Belarus             | 02               |  | Spanien       | 1                |
| Afghanistan         | 01               |  | Tadschikistan | 1                |
| Ägypten             | 01               |  | Türkei        | 1                |
| Australien          | 01               |  | Turkmenistan  | 1                |
| Guatemala           | 01               |  |               |                  |

## Kritik an Homophobie
Wegen der Verabschiedung des russischen Gesetzes zum Verbot von Homo-Propaganda in der Öffentlichkeit gab es bei diesen Weltmeisterschaften internationale Kritik und Proteste von Journalisten, Politikern, LGBT- und Menschenrechtsaktivisten.

## Resultate Männer

### 100 m
| Platz | Athlet              | Land | Zeit (s) |
| ----- | ------------------- | ---- | -------- |
| 1     | Usain Bolt          | JAM  | 09,77    |
| 2     | Justin Gatlin       | USA  | 09,85    |
| 3     | Nesta Carter        | JAM  | 09,95    |
| 4     | Kemar Bailey-Cole   | JAM  | 09,98    |
| 5     | Nickel Ashmeade     | JAM  | 09,98    |
| 6     | Mike Rodgers        | USA  | 10,04    |
| 7     | Christophe Lemaitre | FRA  | 10,06    |
| 8     | James Dasaolu       | GBR  | 10,21    |

Finale: 11. August, 21:50 Uhr
Wind: −0,3 m/s

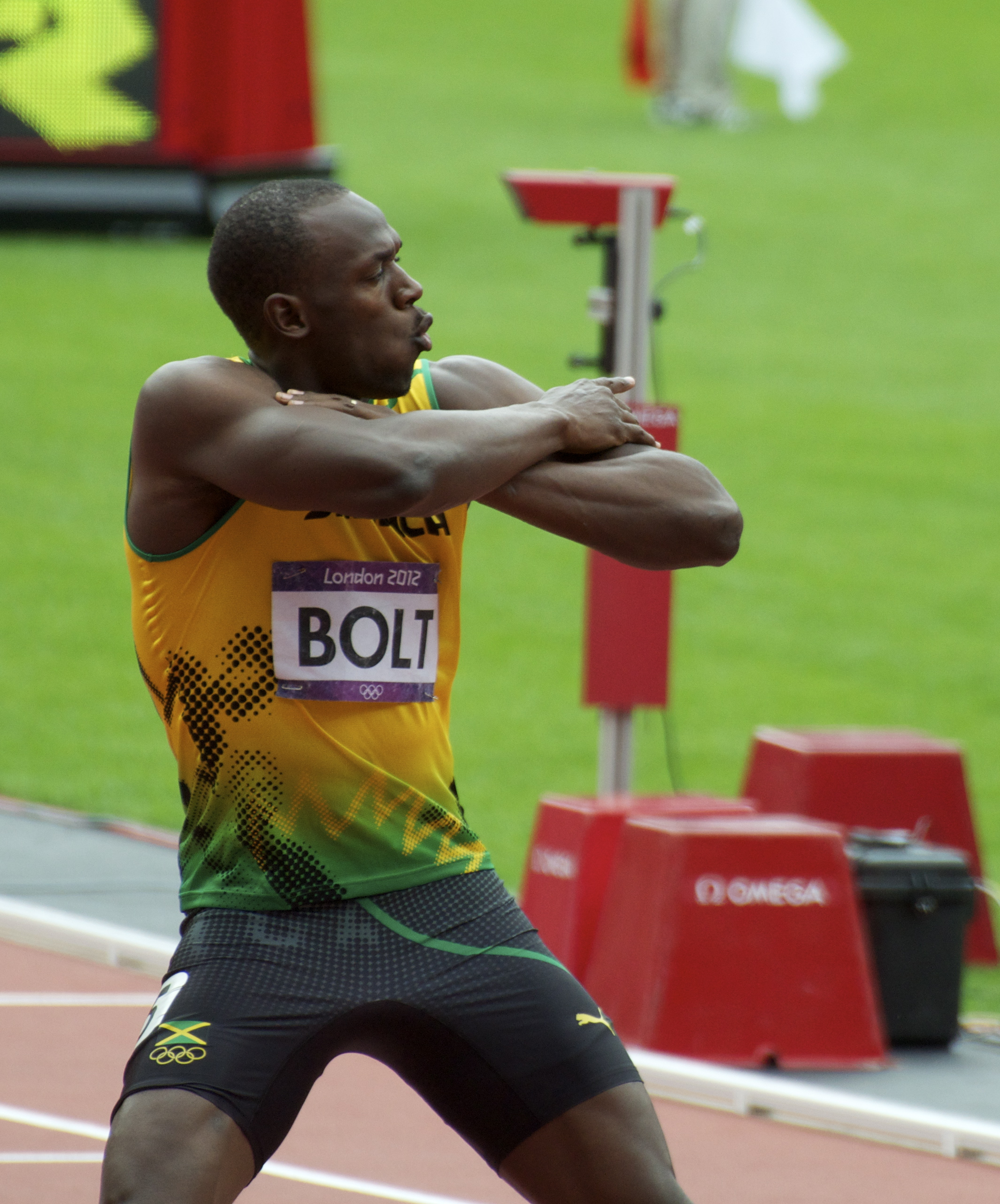
Usain Bolt – hier in Moskau Sieger über 100 und 200 Meter sowie mit der Sprintstaffel

Teilnehmer aus deutschsprachigen Ländern:
- Julian Reus  GER, mit 10,27 s als Fünfter im vierten Vorlauf ausgeschieden
- Martin Keller  GER, mit 10,32 s als Fünfter im ersten Vorlauf ausgeschieden

Doping:

Der in den Vorentscheidungsläufen ausgeschiedene Afghane Massoud Azizi war mit Nandrolon gedopt und wurde disqualifiziert.

### 200 m
| Platz | Athlet              | Land | Zeit (s) |
| ----- | ------------------- | ---- | -------- |
| 1     | Usain Bolt          | JAM  | 19,66 WL |
| 2     | Warren Weir         | JAM  | 19,79    |
| 3     | Curtis Mitchell     | USA  | 20,04    |
| 4     | Nickel Ashmeade     | JAM  | 20,05    |
| 5     | Adam Gemili         | GBR  | 20,08    |
| 6     | Anaso Jobodwana     | RSA  | 20,14    |
| 7     | Churandy Martina    | NED  | 20,35    |
| 8     | Jaysuma Saidy Ndure | NOR  | 20,37    |

Finale: 17. August, 20:10 Uhr
Wind: ±0,0 m/s
Doping:

Der im Vorlauf ausgeschiedene Australier Joshua Ross erhielt eine zweijährige Sperre, nachdem er drei Dopingtests versäumt hatte. Seine Resultate unter anderem von diesen Weltmeisterschaften über 200 Meter und mit der 4-mal-100-Meter-Staffel, die ihren Vorlauf nicht beendet hatte, wurden gestrichen.

### 400 m

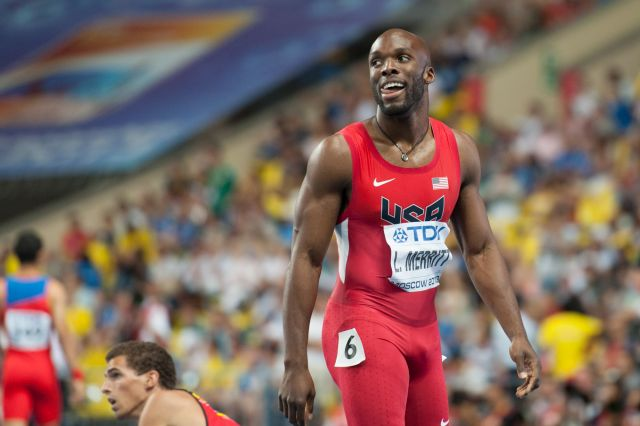
LaShawn Merritt – zum zweiten Mal 400-Meter-Einzelweltmeister nach 2009

| Platz | Athlet             | Land | Zeit (s) |
| ----- | ------------------ | ---- | -------- |
| 1     | LaShawn Merritt    | USA  | 43,74 WL |
| 2     | Tony McQuay        | USA  | 44,40    |
| 3     | Luguelín Santos    | DOM  | 44,52    |
| 4     | Jonathan Borlée    | BEL  | 44,54    |
| 5     | Pavel Maslák       | CZE  | 44,91    |
| 6     | Youssef Masrahi    | KSA  | 44,97    |
| 7     | Kirani James       | GRN  | 44,99    |
| 8     | Anderson Henriques | BRA  | 45,03    |

Finale: 13. August, 21:50 Uhr

### 800 m
| Platz | Athlet                   | Land | Zeit (min) |
| ----- | ------------------------ | ---- | ---------- |
| 1     | Mohammed Aman            | ETH  | 1:43,31    |
| 2     | Nick Symmonds            | USA  | 1:43,55    |
| 3     | Ayanleh Souleiman        | DJI  | 1:43,76    |
| 4     | Marcin Lewandowski       | POL  | 1:44,08    |
| 5     | Andrew Osagie            | GBR  | 1:44,36    |
| 6     | Duane Solomon            | USA  | 1:44,42    |
| 7     | Pierre-Ambroise Bosse    | FRA  | 1:44,79    |
| DOP   | Abdulaziz Ladan Mohammed | KSA  | 1:46,57    |

Finale: 13. August, 21:10 Uhr
Doping:

Der zunächst achtplatzierte Abdulaziz Ladan Mohammed aus Saudi-Arabien beging am 9. August 2013 einen Dopingverstoß. Seine im Anschluss erzielten Resultate – unter anderem bei diesen Weltmeisterschaften – wurden annulliert und es folgte eine zweijährige Dopingsperre, die am 23. Mai 2017 begann.

### 1500 m

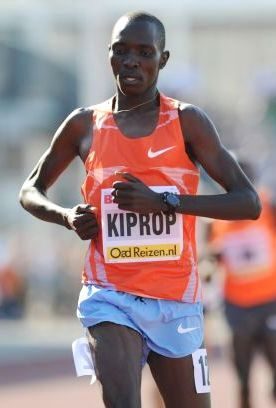
Zweiter WM-Titel in Folge für den Olympiasieger von 2008 Asbel Kiprop

| Platz | Athlet                 | Land | Zeit (min) |
| ----- | ---------------------- | ---- | ---------- |
| 1     | Asbel Kiprop           | KEN  | 3:36,28    |
| 2     | Matthew Centrowitz     | USA  | 3:36,78    |
| 3     | Johan Cronje           | RSA  | 3:36,83    |
| 4     | Nixon Kiplimo Chepseba | KEN  | 3:36,87    |
| 5     | Homiyu Tesfaye         | GER  | 3:37,03    |
| 6     | Silas Kiplagat         | KEN  | 3:37,11    |
| 7     | Mekonnen Gebremedhin   | ETH  | 3:37,21    |
| 8     | Henrik Ingebrigtsen    | NOR  | 3:37,52    |

Finale: 18. August, 17:25 Uhr

### 5000 m

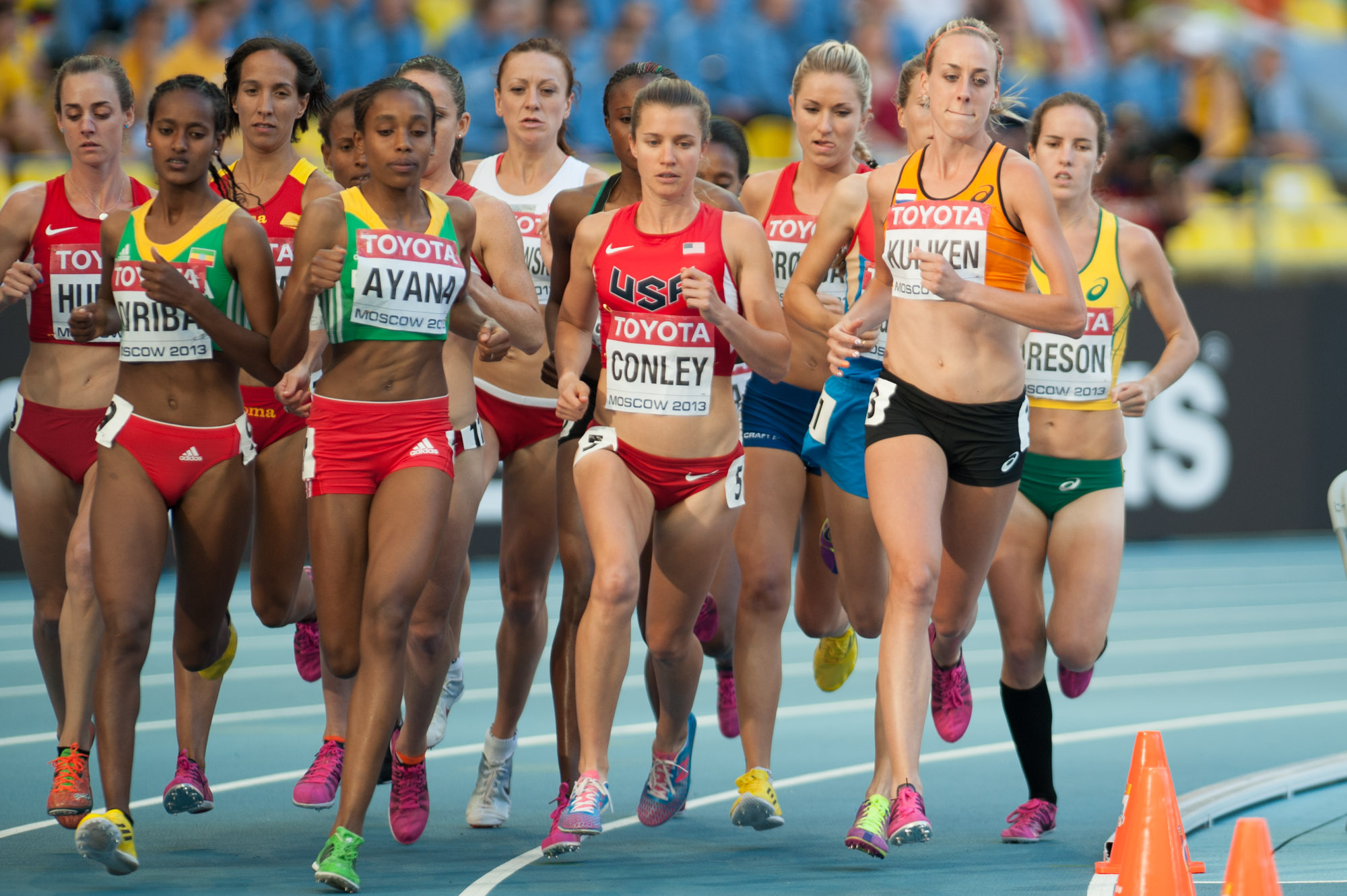
Ein noch dicht gedrängtes Feld im 5000-Meter-Finale

| Platz | Athlet                  | Land | Zeit (min) |
| ----- | ----------------------- | ---- | ---------- |
| 1     | Mo Farah                | GBR  | 13:26,98   |
| 2     | Hagos Gebrhiwet         | ETH  | 13:27,26   |
| 3     | Isiah Kiplangat Koech   | KEN  | 13:27,26   |
| 4     | Thomas Pkemei Longosiwa | KEN  | 13:27,67   |
| 5     | Edwin Cheruiyot Soi     | KEN  | 13:29,01   |
| 6     | Bernard Lagat           | USA  | 13:29,24   |
| 7     | Muktar Edris            | ETH  | 13:29,56   |
| 8     | Galen Rupp              | USA  | 13:29,87   |

Finale: 16. August, 20:45 Uhr
Hier gab es zwei Dopingfälle:
- Der im Vorlauf ausgeschiedene Marokkaner Othmane el-Goumri beging am 11. August 2013 einen Dopingverstoß. Seine im Anschluss erzielten Resultate – unter anderem bei diesen Weltmeisterschaften – wurden annulliert und es folgte eine zweijährige Dopingsperre, die am 1. Juli 2016 begann.[18]
- Dem im Vorlauf ausgeschiedenen Spanier Sergio Sánchez wurde bei einer Kontrolle während der spanischen Leichtathletikmeisterschaften am 28. Juli 2013 der Einsatz von Erythropoetin (EPO) nachgewiesen. Seine anschließend erzielten Resultate wurden annulliert und er wurde vom 25. November 2013 an für zwei Jahre gesperrt.[19]

### 10.000 m

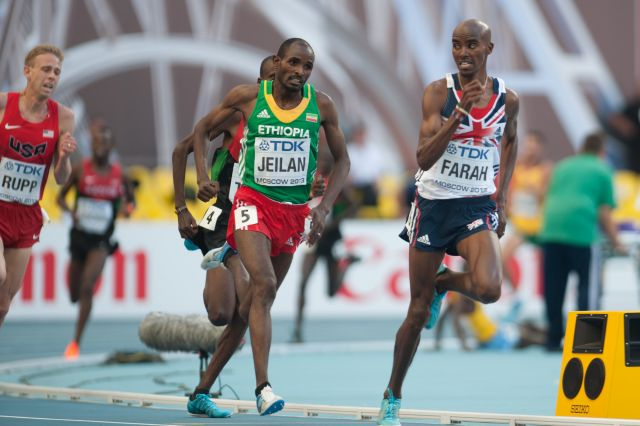
Finale über 10.000 Meter ausgangs der Zielkurve: Galen Rupp (in Rot), Ibrahim Jeilan (grünes Trikot), Mo Farah (ganz rechts)

| Platz | Athlet                | Land | Zeit (min) |
| ----- | --------------------- | ---- | ---------- |
| 1     | Mo Farah              | GBR  | 27:21,71   |
| 2     | Ibrahim Jeilan        | ETH  | 27:22,23   |
| 3     | Paul Kipngetich Tanui | KEN  | 27:22,61   |
| 4     | Galen Rupp            | USA  | 27:24,39   |
| 5     | Abera Kuma            | ETH  | 27:25,27   |
| 6     | Bedan Karoki          | KEN  | 27:27,17   |
| 7     | Kenneth Kipkemoi      | KEN  | 27:28,50   |
| 8     | Nguse Amlosom         | ERI  | 27:29,21   |

Datum: 10. August, 18:55 Uhr

### Marathon
| Platz | Athlet              | Land | Zeit (h) |
| ----- | ------------------- | ---- | -------- |
| 1     | Stephen Kiprotich   | UGA  | 2:09:51  |
| 2     | Lelisa Desisa       | ETH  | 2:10:12  |
| 3     | Tadese Tola         | ETH  | 2:10:23  |
| 4     | Tsegay Kebede       | ETH  | 2:10:47  |
| 5     | Kentarō Nakamoto    | JPN  | 2:10:50  |
| 6     | Solonei da Silva    | BRA  | 2:11:40  |
| 7     | Paulo Roberto Paula | BRA  | 2:11:40  |
| 8     | Yemane Tsegay       | ETH  | 2:11:43  |

Datum: 17. August, 15:30 Uhr

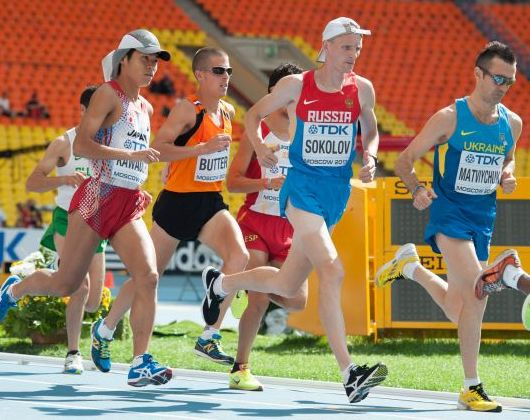
Start des Marathonlaufs

Teilnehmer aus deutschsprachigen Ländern:
- Christian Kreienbühl  SUI, Platz 34 in 2:21:17 h
- Michael Ott  SUI, Platz 40 in 2:26:02 h

Es waren zwei Dopingfälle zu verzeichnen:
- Der zunächst auf Rang 33 eingelaufene Jeremias Saloj aus Guatemala wurde zeitnah im Anschluss der Weltmeisterschaften des Dopings mit Erythropoetin (EPO) überführt und disqualifiziert.[11]
- Dem Marokkaner Hafid Chani, der das Rennen nicht beendet hatte, wurde für den 19. März 2010 anhand seines Biologischen Passes die Verwendung einer verbotenen Substanz nachgewiesen, was die Annullierung seiner von da an erzielten Resultate sowie eine vierjährige Sperre, die am 10. März 2019 begann, nach sich zog.[20]

### 110 m Hürden
| Platz | Athlet                  | Land | Zeit (s) |
| ----- | ----------------------- | ---- | -------- |
| 1     | David Oliver            | USA  | 13,00 WL |
| 2     | Ryan Wilson             | USA  | 13,13    |
| 3     | Sergei Schubenkow       | RUS  | 13,24    |
| 4     | Jason Richardson        | USA  | 13,27    |
| 5     | William Sharman         | GBR  | 13,30    |
| 6     | Aries Merritt           | USA  | 13,31    |
| 7     | Thomas Martinot-Lagarde | FRA  | 13,42    |
| 8     | Andrew Riley            | JAM  | 13,51    |

Finale: 12. August, 21:30 Uhr
Wind: +0,3 m/s

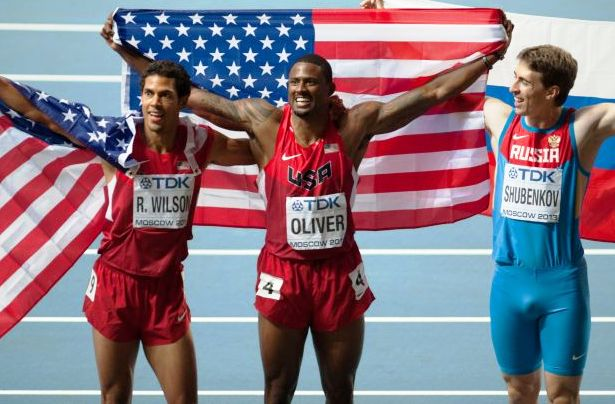
Die Medaillengewinner im Hürdensprint (v. l. n. r.): Ryan Wilson, David Oliver, Sergei Schubenkow

Teilnehmer aus deutschsprachigen Ländern:
Erik Balnuweit  GER mit 13,68 s als Fünfter im dritten Vorlauf ausgeschieden

### 400 m Hürden

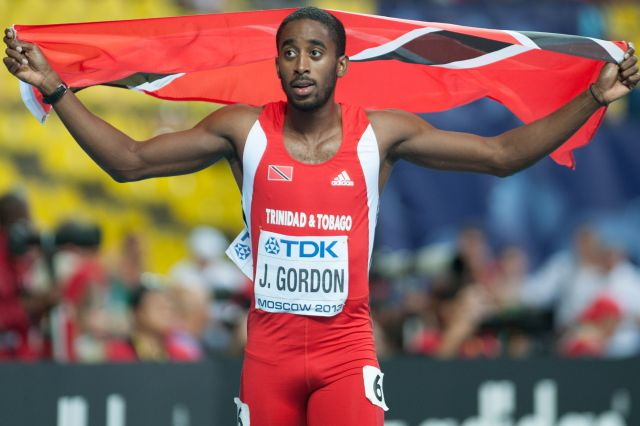
Jehue Gordon – Weltmeister mit Weltjahresbestleistung

| Platz | Athlet             | Land | Zeit (s) |
| ----- | ------------------ | ---- | -------- |
| 1     | Jehue Gordon       | TRI  | 47,69 WL |
| 2     | Michael Tinsley    | USA  | 47,70    |
| 3     | Emir Bekrić        | SRB  | 48,05 NR |
| 4     | Omar Cisneros      | CUB  | 48,12    |
| 5     | Félix Sánchez      | DOM  | 48,22    |
| 6     | Javier Culson      | PUR  | 48,38    |
| 7     | Mamadou Kassé Hann | SEN  | 48,68    |
| 8     | Kerron Clement     | USA  | 49,08    |

Finale: 15. August, 21:00 Uhr

### 3000 m Hindernis

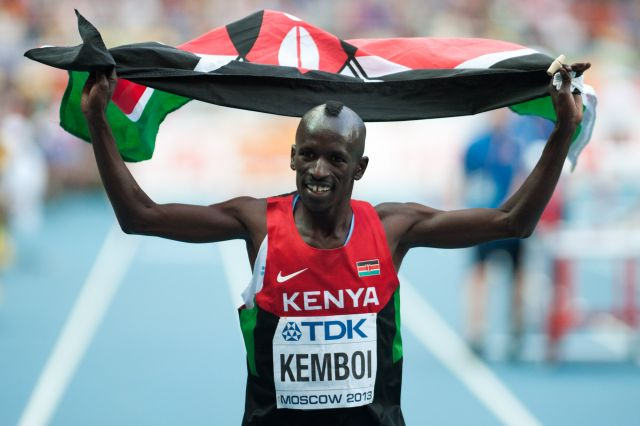
Dritter WM-Titel in Folge für Ezekiel Kemboi, den zweifachen Olympiasieger (2004/2012)

| Platz | Athlet                      | Land | Zeit (min) |
| ----- | --------------------------- | ---- | ---------- |
| 1     | Ezekiel Kemboi              | KEN  | 8:06,01    |
| 2     | Conseslus Kipruto           | KEN  | 8:06,37    |
| 3     | Mahiedine Mekhissi-Benabbad | FRA  | 8:07,86    |
| 4     | Paul Kipsiele Koech         | KEN  | 8:08,62    |
| 5     | Evan Jager                  | USA  | 8:08,67    |
| 6     | Matthew Hughes              | CAN  | 8:11,64 NR |
| 7     | Abel Kiprop Mutai           | KEN  | 8:17,04    |
| 8     | Yoann Kowal                 | FRA  | 8:17,42    |

Finale: 15. August, 20:20 Uhr

### 4 × 100 m Staffel
| Platz | Land                | Athleten | Zeit (s)                      |
| ----- | ------------------- | --- | ----------------------------- |
| 1     | Jamaika             | Nesta Carter Kemar Bailey-Cole Nickel Ashmeade (Finale) Usain Bolt (Finale) im Vorlauf außerdem: Warren Weir Oshane Bailey | 37,36 WL                      |
| 2     | USA                 | Charles Silmon Mike Rodgers Rakieem Salaam Justin Gatlin                                                                   | 37,66                         |
| 3     | Kanada              | Gavin Smellie Aaron Brown Dontae Richards-Kwok Justyn Warner                                                               | 37,92                         |
| 4     | Deutschland         | Lucas Jakubczyk Sven Knipphals Julian Reus Martin Keller                                                                   | 38,04                         |
| 5     | Niederlande         | Brian Mariano Churandy Martina Liemarvin Bonevacia Hensley Paulina                                                         | 38,37                         |
| 6     | Japan               | Yoshihide Kiryu Kenji Fujimitsu Kei Takase Shōta Iizuka                                                                    | 38,39                         |
| 7     | Trinidad und Tobago | Ayodele Taffe (Finale) Keston Bledman Rondel Sorrillo Richard Thompson im Vorlauf außerdem: Jamol James                    | 38,57                         |
| DSQ   | Großbritannien      | Adam Gemili (Finale) Harry Aikines-Aryeetey James Ellington Dwain Chambers im Vorlauf außerdem: Richard Kilty              | IAAF Rule 170.7 Wechselfehler |

Finale: 18. August, 18:40 Uhr
Doping:

Mitglied der australischen Staffel war Joshua Ross. Der Athlet erhielt eine zweijährige Sperre, nachdem er drei Dopingtests versäumt hatte. Seine Resultate unter anderem von diesen Weltmeisterschaften über 200 Meter – hier war Ross im Vorlauf ausgeschieden – und mit der 4-mal-100-Meter-Staffel, die ihren Vorlauf nicht beendet hatte, wurden gestrichen.

### 4 × 400 m Staffel
| Platz | Land                | Athleten | Zeit (min) |
| ----- | ------------------- | --- | ---------- |
| 1     | USA                 | David Verburg Tony McQuay (Finale) Arman Hall LaShawn Merritt (Finale) im Vorlauf außerdem: Joshua Mance James Harris | 2:58,71 WL |
| 2     | Jamaika             | Rusheen McDonald Edino Steele Omar Johnson (Finale) Javon Francis im Vorlauf außerdem: Javere Bell                    | 2:59,88    |
| 3     | Großbritannien      | Conrad Williams Martyn Rooney Michael Bingham Nigel Levine (Finale) im Vorlauf außerdem: Jamie Bowie                  | 3:00,88    |
| 4     | Belgien             | Jonathan Borlée Kevin Borlée Dylan Borlée Will Oyowe (Finale) im Vorlauf außerdem: Antoine Gillet                     | 3:01,02    |
| 5     | Trinidad und Tobago | Renny Quow Lalonde Gordon Jehue Gordon (Finale) Jarrin Solomon im Vorlauf außerdem: Deon Lendore                      | 3:01,74    |
| 6     | Brasilien           | Pedro Luiz de Oliveira Wagner Cardoso Anderson Henriques Hugo de Sousa                                                | 3:02,19    |
| 7     | Australien          | Steven Solomon Craig Burns Alexander Beck Tristan Thomas                                                              | 3:02,26    |
| DOP   | Russland            | Maxim Dyldin Lew Mossin Sergei Petuchow Wladimir Krasnow                                                              | 2:59,90    |

Finale: 16. August, 21:30 Uhr
Doping:

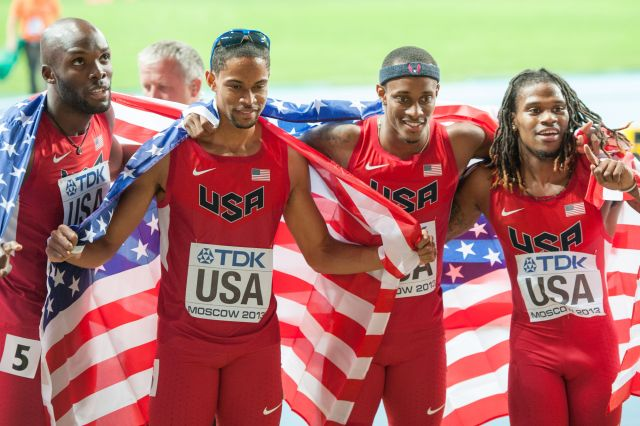
Die siegreiche US-Staffel (v. l. n. r.): LaShawn Merritt, Arman Hall, Tony McQuay, David Verburg

Die zunächst drittplatzierte russische Staffel wurde wegen Verstoßes gegen die Antidopingbestimmungen ihres Startläufers Maxim Dyldin disqualifiziert, Der Sportler hatte einen Dopingtest versäumt und wurde vom Internationalen Sportgerichtshof CAS vom 6. Januar 2017 an für vier Jahre gesperrt. Seine mit der russischen 4-mal-400-Meter-Staffel gewonnenen Medaillen bei den Europameisterschaften 2010 und diesen Weltmeisterschaften wurden ihm aberkannt.

### 20 km Gehen
| Platz | Athlet             | Land | Zeit (h) |
| ----- | ------------------ | ---- | -------- |
| 1     | Chen Ding          | CHN  | 1:21:09  |
| 2     | Miguel Ángel López | ESP  | 1:21:21  |
| 3     | João Vieira        | POR  | 1:22:05  |
| 4     | Denis Strelkow     | RUS  | 1:22:06  |
| 5     | Takumi Saito       | JPN  | 1:22:09  |
| 6     | Ruslan Dmytrenko   | UKR  | 1:22:14  |
| 7     | Iñaki Gómez        | CAN  | 1:22:21  |
| 8     | Christopher Linke  | GER  | 1:22:36  |

Datum: 11. August, 17:00 Uhr
Hier gab es zwei Dopingfälle:
- Am 22. März 2019 stellte sich heraus, dass auch diese Disziplin von einem Dopingfall betroffen war. Der ursprünglich als Weltmeister geehrte Russe Alexandr Iwanow musste seine Goldmedaille wieder abgeben, nachdem ihm laut russischem Leichtathletikverband Abweichungen im Blut nachgewiesen worden waren. Alle seine Resultate zwischen Juli 2012 und August 2015 wurden annulliert, darunter seine EM-Silbermedaille von 2014. Außerdem wurde er rückwirkend ab 2. Mai 2017 für drei Jahre gesperrt.[22]
- Der zunächst auf Platz 52 geführte Iraner Ebrahim Rahimian hatte mit Erythropoetin (EPO) gedopt und wurde disqualifiziert.[11]

Teilnehmer aus deutschsprachigen Ländern:
- Alejandro Francisco Florez  SUI, Platz 51 in 1:35:01 h

### 50 km Gehen
| Platz | Athlet           | Land | Zeit (h)   |
| ----- | ---------------- | ---- | ---------- |
| 1     | Robert Heffernan | IRL  | 3:37:56 WL |
| 2     | Jared Tallent    | AUS  | 3:40:03    |
| 3     | Ihor Hlawan      | UKR  | 3:40:39 NR |
| 4     | Matej Tóth       | SVK  | 3:41:07    |
| 5     | Grzegorz Sudoł   | POL  | 3:41:20    |
| 6     | Iwan Noskow      | RUS  | 3:41:36    |
| 7     | Łukasz Nowak     | POL  | 3:43:38    |
| 8     | Takayuki Tanii   | JPN  | 3:44:26    |

Datum: 14. August, 8:30 Uhr
Doping:

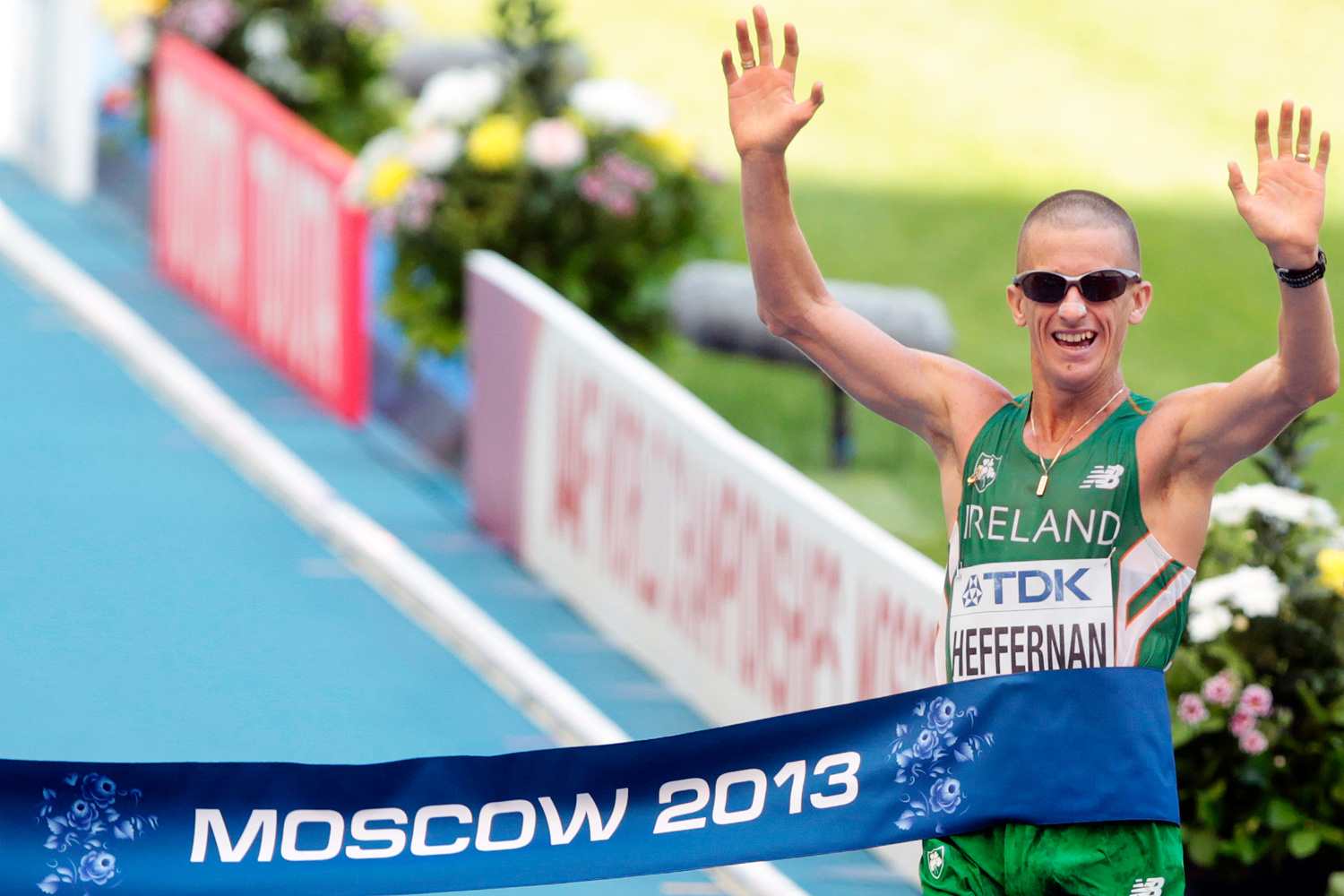
Weltmeister Robert Heffernan im Ziel mit neuer Weltjahresbestleistung

Der zunächst zweitplatzierte Russe Michail Ryschow wurde zusammen mit fünf weiteren Landsleuten über seinen Biologischen Pass bei Trainingskontrollen des Dopings überführt. Er erhielt eine Sperre von vier Jahren bis zum 14. Juli 2019.

### Hochsprung
| Platz | Athlet             | Land | Höhe (m) |
| ----- | ------------------ | ---- | -------- |
| 1     | Bohdan Bondarenko  | UKR  | 2,41 CR  |
| 2     | Mutaz Essa Barshim | QAT  | 2,38     |
| 3     | Derek Drouin       | CAN  | 2,38 NR  |
| 4     | Erik Kynard        | USA  | 2,32     |
| 5     | Donald Thomas      | BAH  | 2,32     |
| 6     | Alexandr Schustow  | RUS  | 2,32     |
| 7     | Robert Grabarz     | GBR  | 2,29     |
| 8     | Zhang Guowei       | CHN  | 2,29     |

Finale: 15. August, 19:00 Uhr
Doping:

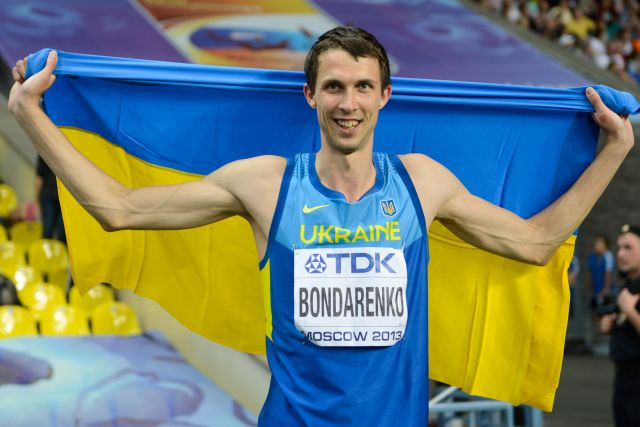
Weltmeister Bohdan Bondarenko verbesserte den WM-Rekord um einen Zentimeter auf 2,41 m

Der zunächst viertplatzierte Russe Iwan Uchow wurde wegen Verstoßes gegen die Antidopingbestimmungen durch den Internationalen Sportgerichtshof CAS für vier Jahre gesperrt. Seine zwischen dem 16. Juli 2012 und dem 31. Dezember 2015 erzielten Resultate wurden annulliert.

### Stabhochsprung

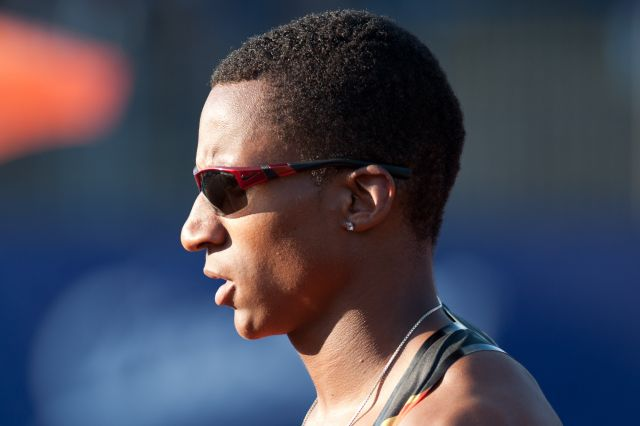
WM-Titel für Raphael Holzdeppe

| Platz | Athlet              | Land | Höhe (m) |
| ----- | ------------------- | ---- | -------- |
| 1     | Raphael Holzdeppe   | GER  | 5,89     |
| 2     | Renaud Lavillenie   | FRA  | 5,89     |
| 3     | Björn Otto          | GER  | 5,82     |
| 4     | Brad Walker         | USA  | 5,82     |
| 5     | Malte Mohr          | GER  | 5,82     |
| 6     | Seito Yamamoto      | JPN  | 5,75     |
| 7     | Jan Kudlička        | CZE  | 5,75     |
| 8     | Sergei Kutscherjanu | RUS  | 5,65     |

Finale: 12. August, 19:00 Uhr

### Weitsprung

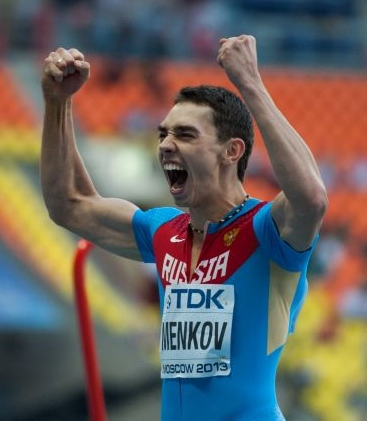
Alexander Menkow – Weltmeister mit Weltjahresbestleistung und russischem Landesrekord

| Platz | Athlet                  | Land | Weite (m)  |
| ----- | ----------------------- | ---- | ---------- |
| 1     | Alexander Menkow        | RUS  | 8,56 WL/NR |
| 2     | Ignisious Gaisah        | NED  | 8,29 NR    |
| 3     | Luis Rivera             | MEX  | 8,27       |
| 4     | Eusebio Cáceres         | ESP  | 8,26       |
| 5     | Mauro Vinícius da Silva | BRA  | 8,24       |
| 6     | Christian Reif          | GER  | 8,22       |
| 7     | Godfrey Khotso Mokoena  | RSA  | 8,10       |
| 8     | Damar Forbes            | JAM  | 8,02       |

Finale: 16. August, 16:45 Uhr

### Dreisprung
| Platz | Athlet                    | Land | Weite (m) |
| ----- | ------------------------- | ---- | --------- |
| 1     | Teddy Tamgho              | FRA  | 18,04 WL  |
| 2     | Pedro Pablo Pichardo      | CUB  | 17,68     |
| 3     | Will Claye                | USA  | 17,52     |
| 4     | Christian Taylor          | USA  | 17,20     |
| 5     | Alexei Fjodorow           | RUS  | 16,90     |
| 6     | Marian Oprea              | ROU  | 16,82     |
| 7     | Gaëtan Saku Bafuanga Baya | FRA  | 16,79     |
| 8     | Fabrizio Schembri         | ITA  | 16,74     |

Finale: 18. August, 16:45 Uhr

### Kugelstoßen
| Platz | Athlet          | Land | Weite (m) |
| ----- | --------------- | ---- | --------- |
| 1     | David Storl     | GER  | 21,73     |
| 2     | Ryan Whiting    | USA  | 21,57     |
| 3     | Dylan Armstrong | CAN  | 21,34     |
| 4     | Reese Hoffa     | USA  | 21,12     |
| 5     | Ladislav Prášil | CZE  | 20,98     |
| 6     | Tomasz Majewski | POL  | 20,98     |
| 7     | Germán Lauro    | ARG  | 20,40     |
| 8     | Georgi Iwanow   | BUL  | 20,39     |

Finale: 16. August, 20:10 Uhr
Doping:

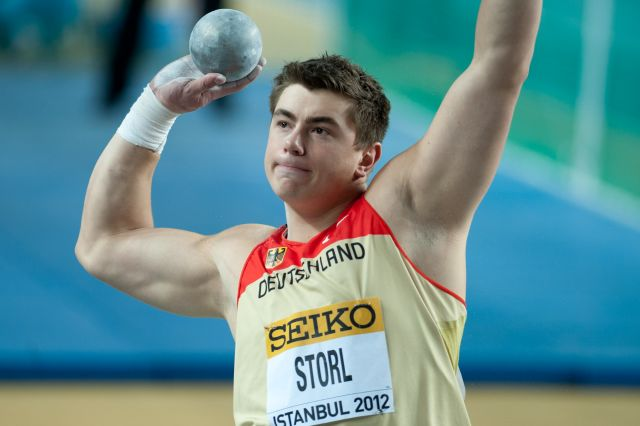
Erneuter Erfolg für Titelverteidiger David Storl

Der in der Qualifikation ausgeschiedene Russe Soslan Zirichow wurde für zwei Jahre gesperrt, nachdem er seinen Dopingverstoß zugegeben hatte. Sein WM-Resultat von 2013 wurde gestrichen.

### Diskuswurf

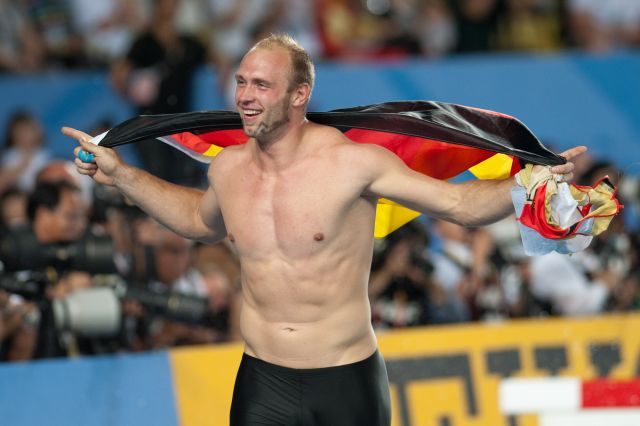
Dritter WM-Titel für den aktuellen Olympiasieger und amtierenden Europameister Robert Harting

| Platz | Athlet            | Land | Weite (m) |
| ----- | ----------------- | ---- | --------- |
| 1     | Robert Harting    | GER  | 69,11     |
| 2     | Piotr Małachowski | POL  | 68,36     |
| 3     | Gerd Kanter       | EST  | 65,19     |
| 4     | Martin Wierig     | GER  | 65,02     |
| 5     | Victor Hogan      | RSA  | 64,35     |
| 6     | Robert Urbanek    | POL  | 64,32     |
| 7     | Vikas Gowda       | IND  | 64,03     |
| 8     | Wiktor Butenko    | RUS  | 63,38     |

Finale: 13. August, 19:00 Uhr

### Hammerwurf
| Platz | Athlet            | Land | Weite (m) |
| ----- | ----------------- | ---- | --------- |
| 1     | Paweł Fajdek      | POL  | 81,97 WL  |
| 2     | Krisztián Pars    | HUN  | 80,30     |
| 3     | Lukáš Melich      | CZE  | 79,36     |
| 4     | Primož Kozmus     | SLO  | 79,22     |
| 5     | Kōji Murofushi    | JPN  | 78,03     |
| 6     | Nicola Vizzoni    | ITA  | 77,61     |
| 7     | Marcel Lomnický   | SVK  | 77,57     |
| 8     | Szymon Ziółkowski | POL  | 76,84     |

Finale: 12. August, 20:30 Uhr
Teilnehmer aus einem deutschsprachigen Land:
Markus Esser  GER, Platz 9 mit 76,25 m
Hier gab es drei Dopingfälle:
- Dilschod Nasarow Tadschikistan, zunächst Fünfter. Ihm wurde bei einem Nachtest im Jahr 2019 der Einsatz eines verbotenen anabolen Steroids nachgewiesen. Alle seine zwischen dem 29. August 2011 und 29. August 2013 erzielten Resultate wurden ihm aberkannt. Außerdem erhielt er eine am 24. September 2019 beginnende zweijährige Sperre.[44]
- Pavel Kryvitski, Belarus, in der Qualifikation ausgeschieden. Er wurde positiv auf ein verbotenes Wachstumshormon getestet. Dies wurde mit einer Sperre von vier Jahren bis zum 10. Juni 2019 und der Streichung unter anderem seines Resultats von diesen Weltmeisterschaften geahndet.[28]
- Hassan Mohamed Mahmoud, Ägypten, in der Qualifikation ausgeschieden. Er wurde am 31. Juli 2013 positiv getestet und erhielt eine Sperre von diesem Datum an bis zum 18. April 2016. Sein Resultat von diesen Weltmeisterschaften wurde gestrichen.[29]

### Speerwurf

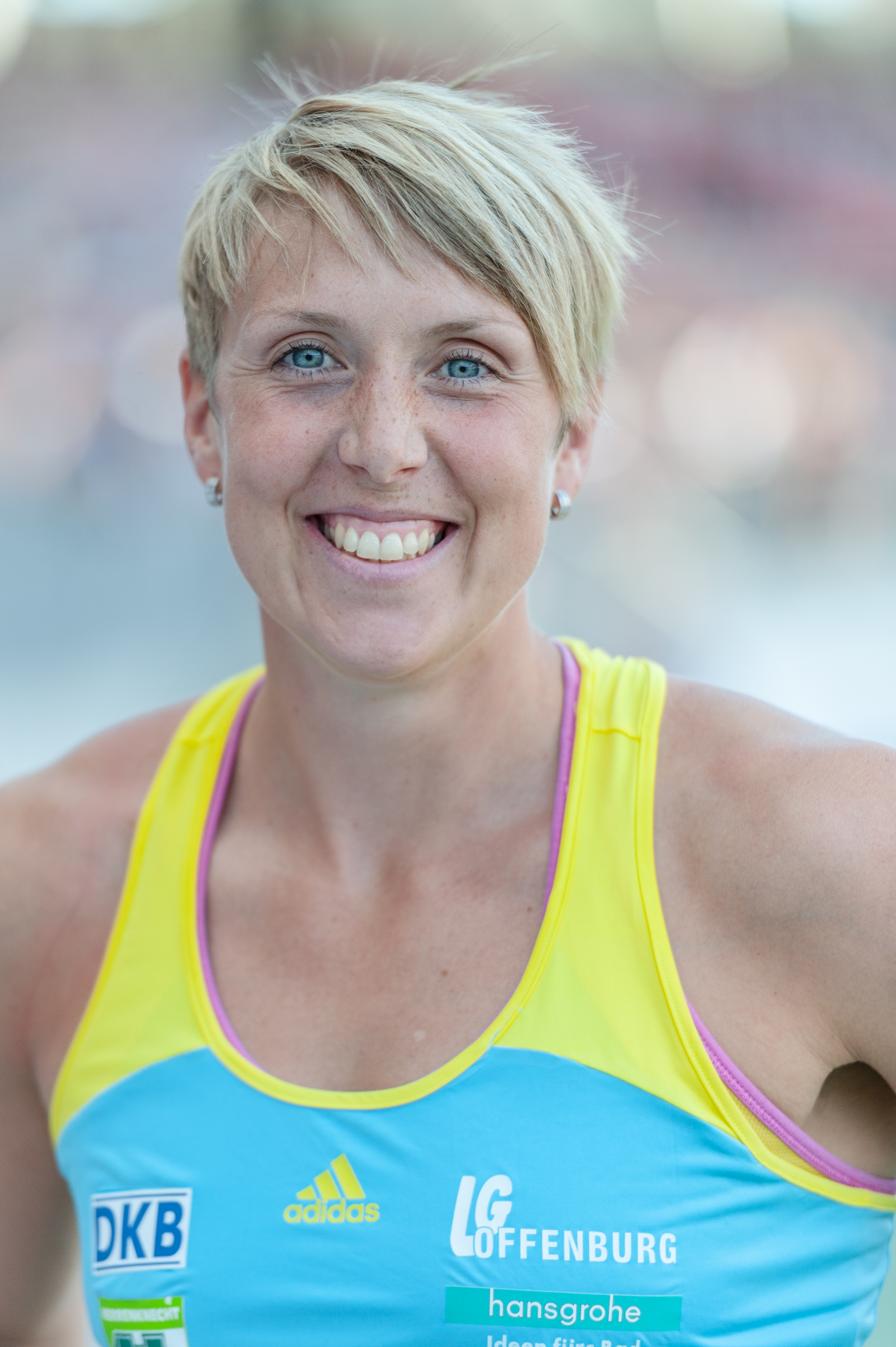
Christina Obergföll

| Platz | Athlet              | Land | Weite (m) |
| ----- | ------------------- | ---- | --------- |
| 1     | Vítězslav Veselý    | CZE  | 87,17     |
| 2     | Tero Pitkämäki      | FIN  | 87,07     |
| 3     | Dmitri Tarabin      | RUS  | 86,23     |
| 4     | Julius Yego         | KEN  | 85,40 NR  |
| 5     | Antti Ruuskanen     | FIN  | 81,44     |
| 6     | Andreas Thorkildsen | NOR  | 81,06     |
| 7     | Ihab Abdelrahman    | EGY  | 80,94     |
| 8     | Risto Mätas         | EST  | 80,03     |

Finale: 17. August, 18:35 Uhr
Doping:

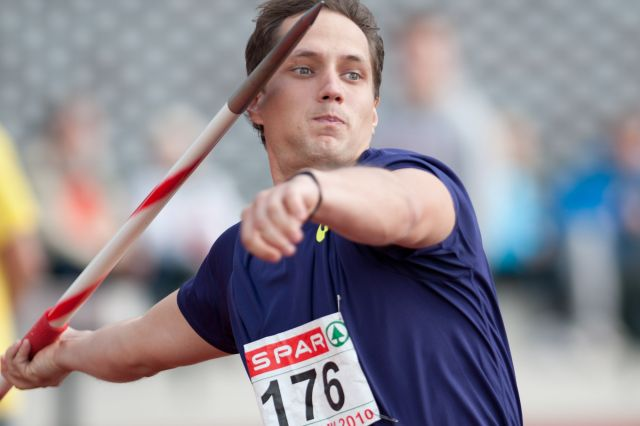
Vítězslav Veselý siegte mit einem Vorsprung von zehn Zentimetern

Der ursprünglich fünftplatzierte Ukrainer Roman Awramenko wurde wegen Dopingvergehens mittels Oral-Turinabol disqualifiziert.

### Zehnkampf
| Platz | Athlet             | Land | Punkte |
| ----- | ------------------ | ---- | ------ |
| 1     | Ashton Eaton       | USA  | 8809   |
| 2     | Michael Schrader   | GER  | 8670   |
| 3     | Damian Warner      | CAN  | 8512   |
| 4     | Kévin Mayer        | FRA  | 8446   |
| 5     | Eelco Sintnicolaas | NED  | 8391   |
| 6     | Carlos Chinin      | BRA  | 8388   |
| 7     | Rico Freimuth      | GER  | 8382   |
| 8     | Ilja Schkurenjow   | RUS  | 8370   |

Datum: 10./11. August

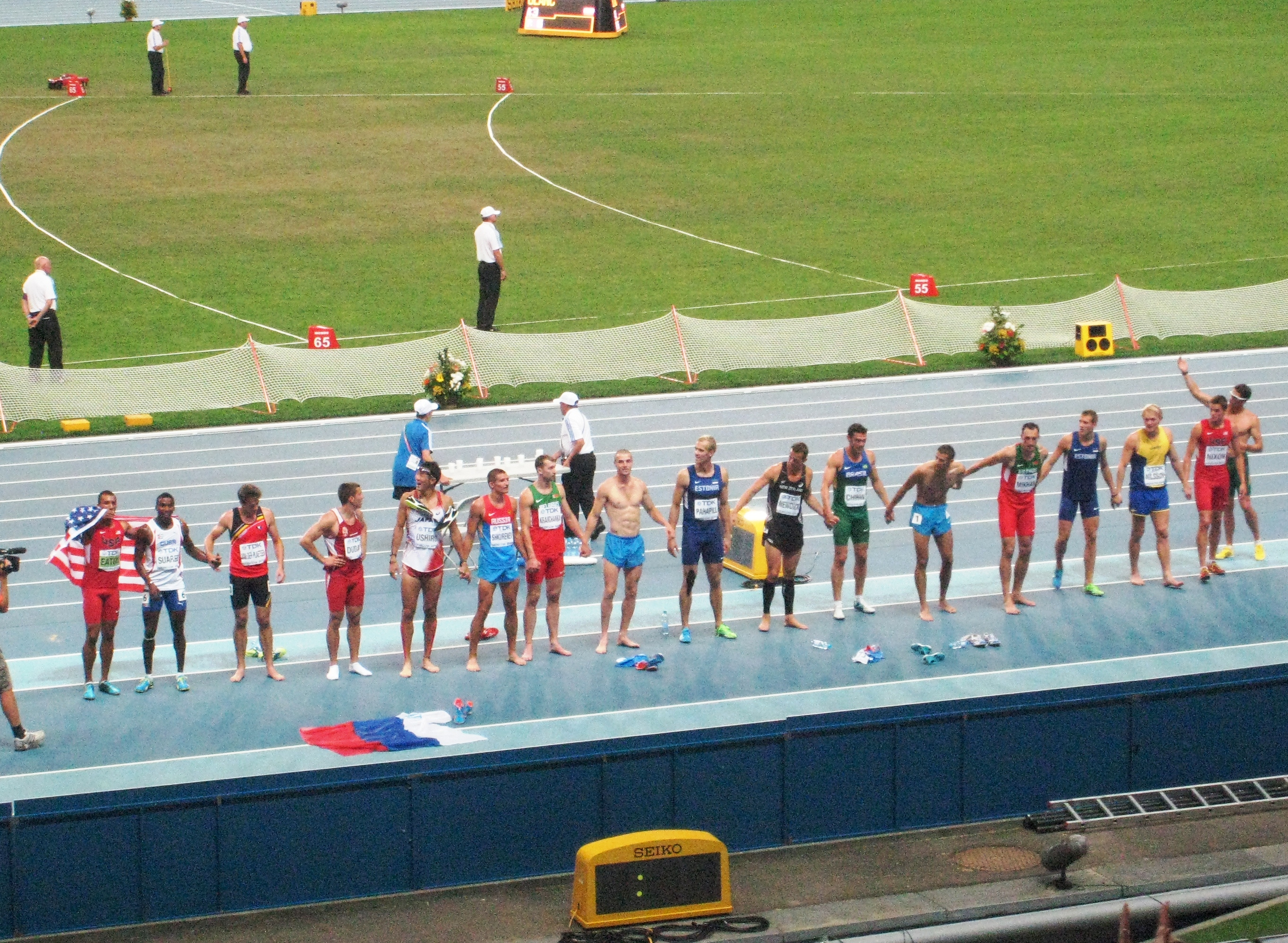
Die Athleten nach dem Wettkampf

Weiterer Teilnehmer aus einem deutschsprachigen Land:
Pascal Behrenbruch  GER, Platz 11 mit 8316 Punkten

## Resultate Frauen

### 100 m
| Platz | Athletin                | Land | Zeit (s) |
| ----- | ----------------------- | ---- | -------- |
| 1     | Shelly-Ann Fraser-Pryce | JAM  | 10,71 WL |
| 2     | Murielle Ahouré         | CIV  | 10,93    |
| 3     | Carmelita Jeter         | USA  | 10,94    |
| 4     | English Gardner         | USA  | 10,97    |
| 5     | Kerron Stewart          | JAM  | 10,97    |
| 6     | Blessing Okagbare       | NGR  | 11,04    |
| 7     | Alexandria Anderson     | USA  | 11,10    |
| 8     | Octavious Freeman       | USA  | 11,16    |

Finale: 12. August, 21:50 Uhr
Wind: −0,3 m/s

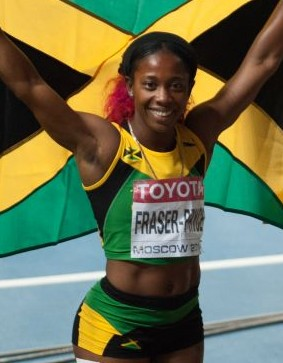
Weltmeisterin über 100 und 200 Meter: Shelly-Ann Fraser-Pryce, zweifache Olympiasiegerin (2008/2012) und Weltmeisterin von 2009

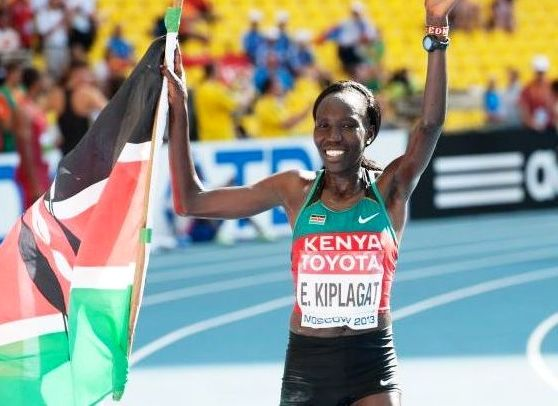
Edna Kiplagat nach ihrem Sieg im Marathonlauf

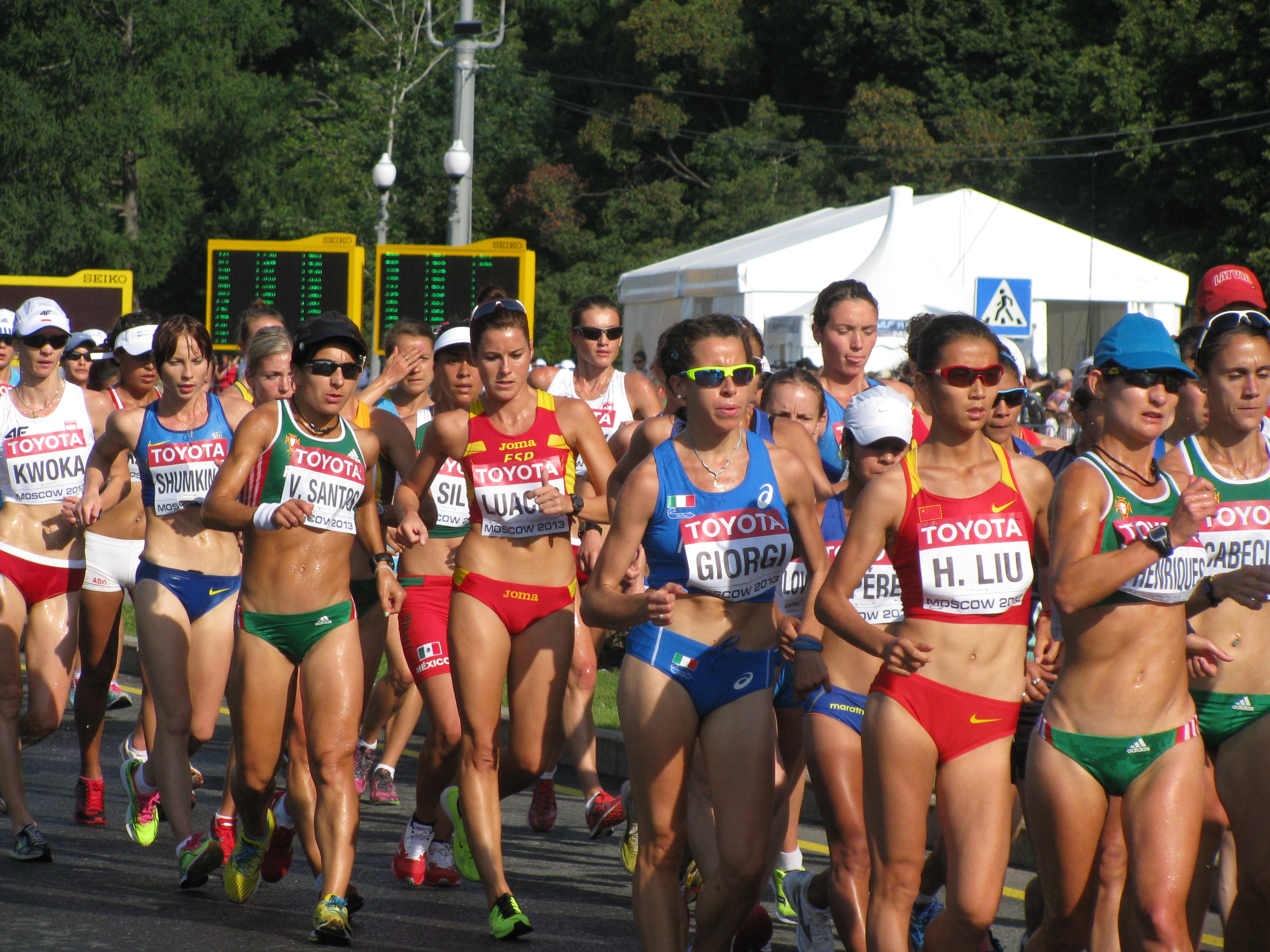
Die 20-km-Geherinnen unterwegs auf ihrer Strecke

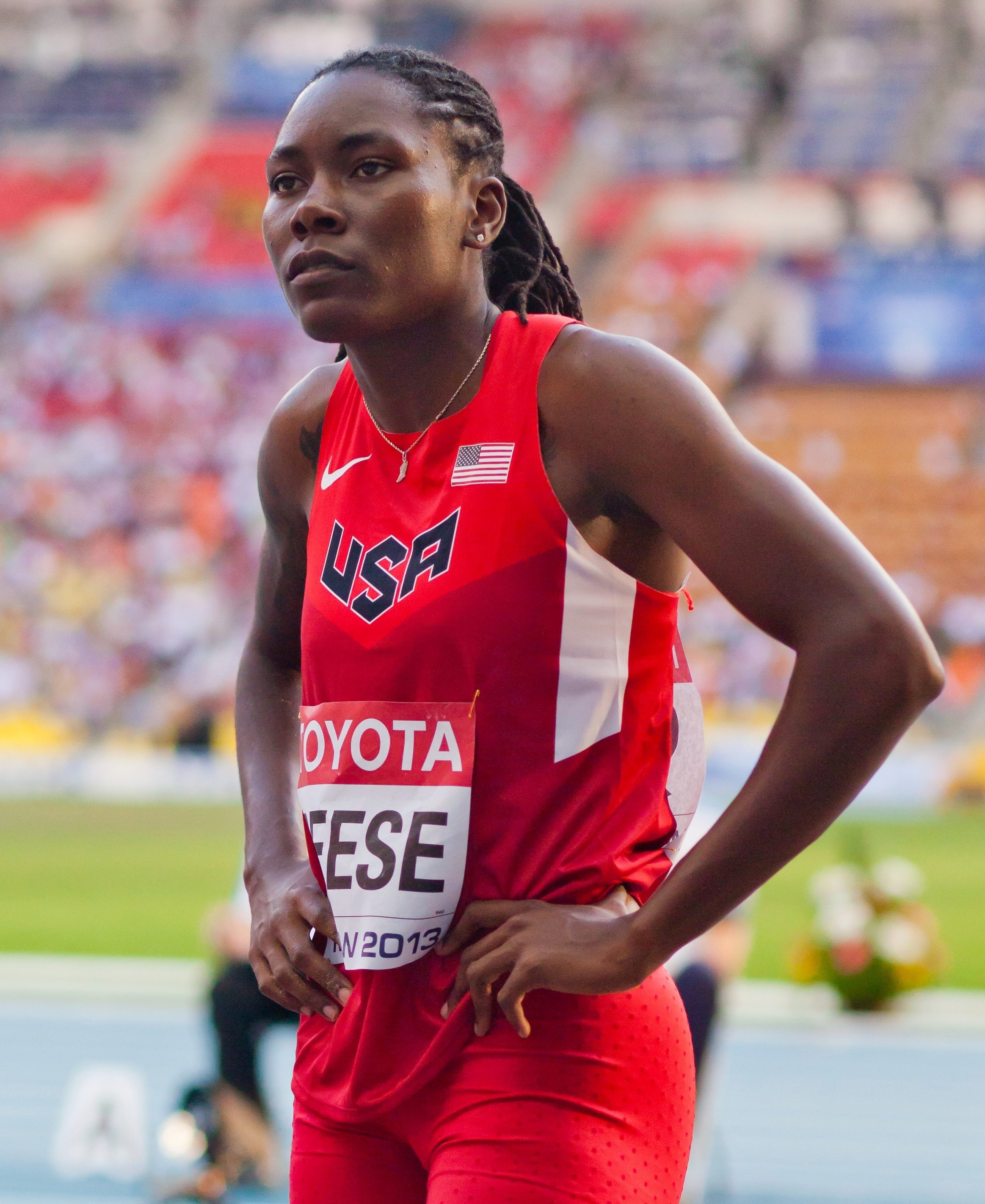
Dritter WM-Titel in Folge für die aktuelle Olympiasiegerin Brittney Reese

Teilnehmerinnen aus deutschsprachigen Ländern:
- Verena Sailer  GER, mit 11,16 s als Dritte im ersten Halbfinale ausgeschieden
- Tatjana Pinto  GER, mit 11,54 s als Achte im dritten Halbfinale ausgeschieden

### 200 m
| Platz | Athletin                | Land | Zeit (s) |
| ----- | ----------------------- | ---- | -------- |
| 1     | Shelly-Ann Fraser-Pryce | JAM  | 22,17    |
| 2     | Murielle Ahouré         | CIV  | 22,32    |
| 3     | Blessing Okagbare       | NGR  | 22,32    |
| 4     | Shaunae Miller          | BAH  | 22,74    |
| 5     | Jeneba Tarmoh           | USA  | 22,78    |
| 6     | ChaRonda Williams       | USA  | 22,81    |
| 7     | Marija Rjemjen          | UKR  | 22,84    |
| DNF   | Allyson Felix           | USA  |          |

Finale: 16. August, 21:15 Uhr
Wind: −0,3 m/s
Hier gab es zwei Dopingfälle:
- Die im Halbfinale ausgeschiedene Ukrainerin Jelysaweta Bryshina war eine der ersten positiv getesteten Sportler dieser Weltmeisterschaften. Sie hatte mit dem Steroid Drostanolon gedopt und wurde disqualifiziert. Auch Bryshinas Resultat mit der 4-mal-100-Meter-Staffel (im Vorlauf ausgeschieden) wurde annulliert. Außerdem gab es für sie eine Sperre bis Ende August 2015.[30]
- Die im Vorlauf ausgeschiedene Ýelena Rýabowa aus Turkmenistan gehörte zu den ersten sieben gleich nach Abschluss dieser Weltmeisterschaften ertappten Dopingsündern. Sie war mit einem Steroid gedopt und wurde disqualifiziert.[11]

### 400 m
| Platz | Athletin                | Land | Zeit (s) |
| ----- | ----------------------- | ---- | -------- |
| 1     | Christine Ohuruogu      | GBR  | 49,41 NR |
| 2     | Amantle Montsho         | BOT  | 49,41    |
| 3     | Stephenie Ann McPherson | JAM  | 49,99    |
| 4     | Natasha Hastings        | USA  | 50,30    |
| 5     | Francena McCorory       | USA  | 50,68    |
| 6     | Xenija Ryschowa         | RUS  | 50,98    |
| 7     | Novlene Williams-Mills  | JAM  | 51,49    |
| DOP   | Antonina Kriwoschapka   | RUS  | 49,78    |

Finale: 12. August, 21:15 Uhr
Doping:

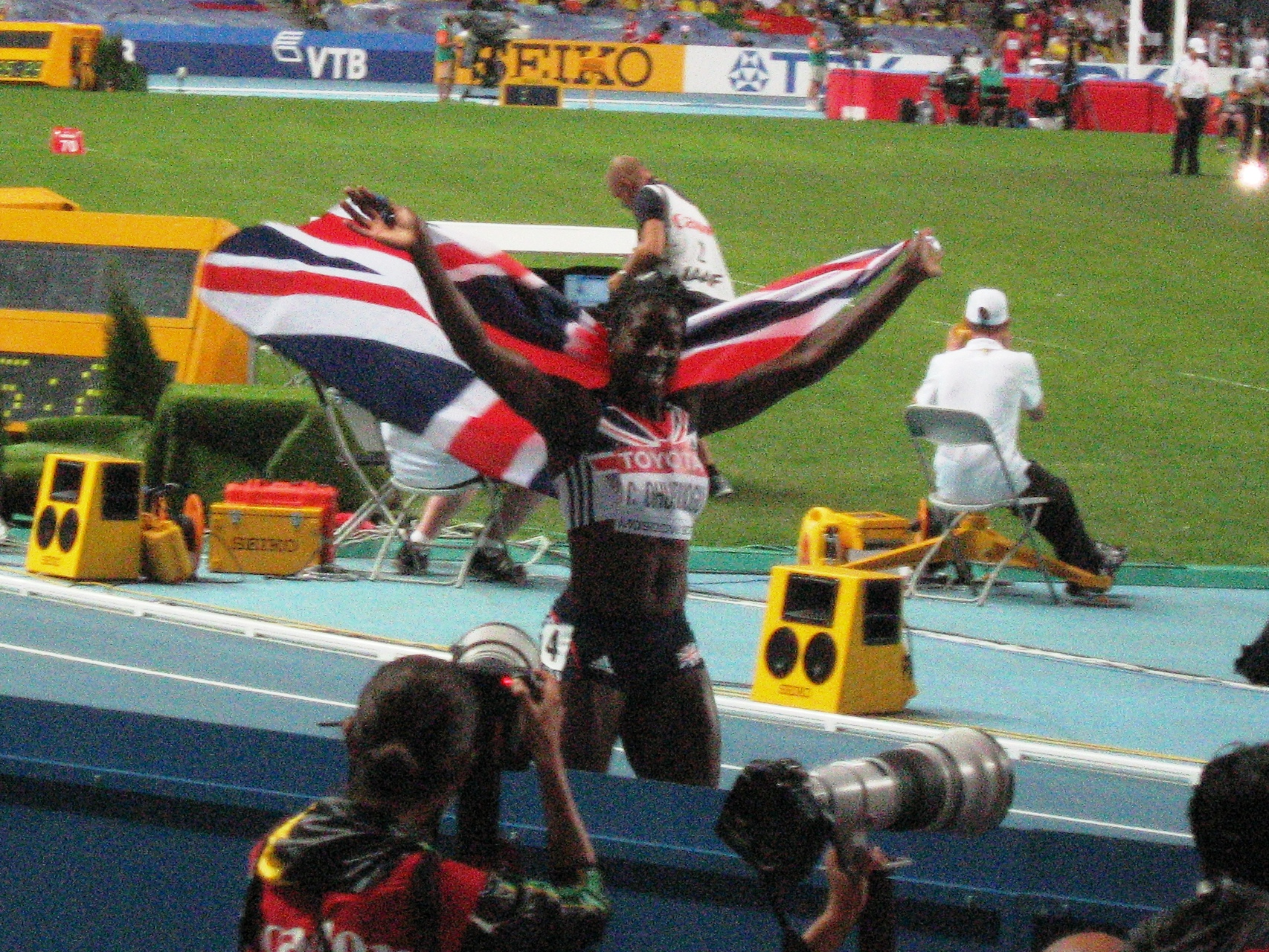
Christine Ohuruogu feierte ihren zweiten WM-Sieg nach 2007 und dem Olympiasieg 2008

Antonina Kriwoschapka (Russland) wurde ihre Bronzemedaille aberkannt, nachdem sie gemeinsam mit vier weiteren betroffenen Sportlern ihren Dopingverstoß zugegeben hatte. Auch ihre mit der 4-mal-400-Meter-Staffel erlaufene Goldmedaille musste sie zurückgeben. Außerdem wurde sie mit einer zweijährigen Sperre belegt.

### 800 m
| Platz | Athletin              | Land | Zeit (min) |
| ----- | --------------------- | ---- | ---------- |
| 1     | Eunice Jepkoech Sum   | KEN  | 1:57,38    |
| 2     | Brenda Martinez       | USA  | 1:57,91    |
| 3     | Alysia Montaño        | USA  | 1:57,95    |
| 4     | Jekaterina Poistogowa | RUS  | 1:58,05    |
| 5     | Ajeé Wilson           | USA  | 1:58,21    |
| 6     | Natalija Lupu         | UKR  | 1:59,79    |
| 7     | Lenka Masná           | CZE  | 2:00,59    |
| DOP   | Marija Sawinowa       | RUS  | 1:57,80    |

Finale: 18. August, 17:50 Uhr
Die Russin Marija Sawinowa, ursprünglich Silbermedaillengewinnerin, wurde vom Internationalen Sportgerichtshof CAS wegen Verstoßes gegen die Antidopingbestimmungen mit einer Sperre von vier Jahren belegt. Vorausgegangen war eine Initiative der IAAF. Alle ihre vom 26. Juli 2010 bis 19. August 2013 erzielten Resultate wurden gestrichen.

### 1500 m
| Platz | Athletin           | Land | Zeit (min) |
| ----- | ------------------ | ---- | ---------- |
| 1     | Abeba Aregawi      | SWE  | 4:02,67    |
| 2     | Jenny Simpson      | USA  | 4:02,99    |
| 3     | Hellen Obiri       | KEN  | 4:03,86    |
| 4     | Hannah England     | GBR  | 4:04,98    |
| 5     | Faith Kipyegon     | KEN  | 4:05,08    |
| 6     | Zoe Buckman        | AUS  | 4:05,77    |
| 7     | Genzebe Dibaba     | ETH  | 4:05,99    |
| 8     | Nancy Jebet Langat | KEN  | 4:06,01    |

Finale: 15. August, 21:20 Uhr
Hier gab es zwei Dopingfälle:

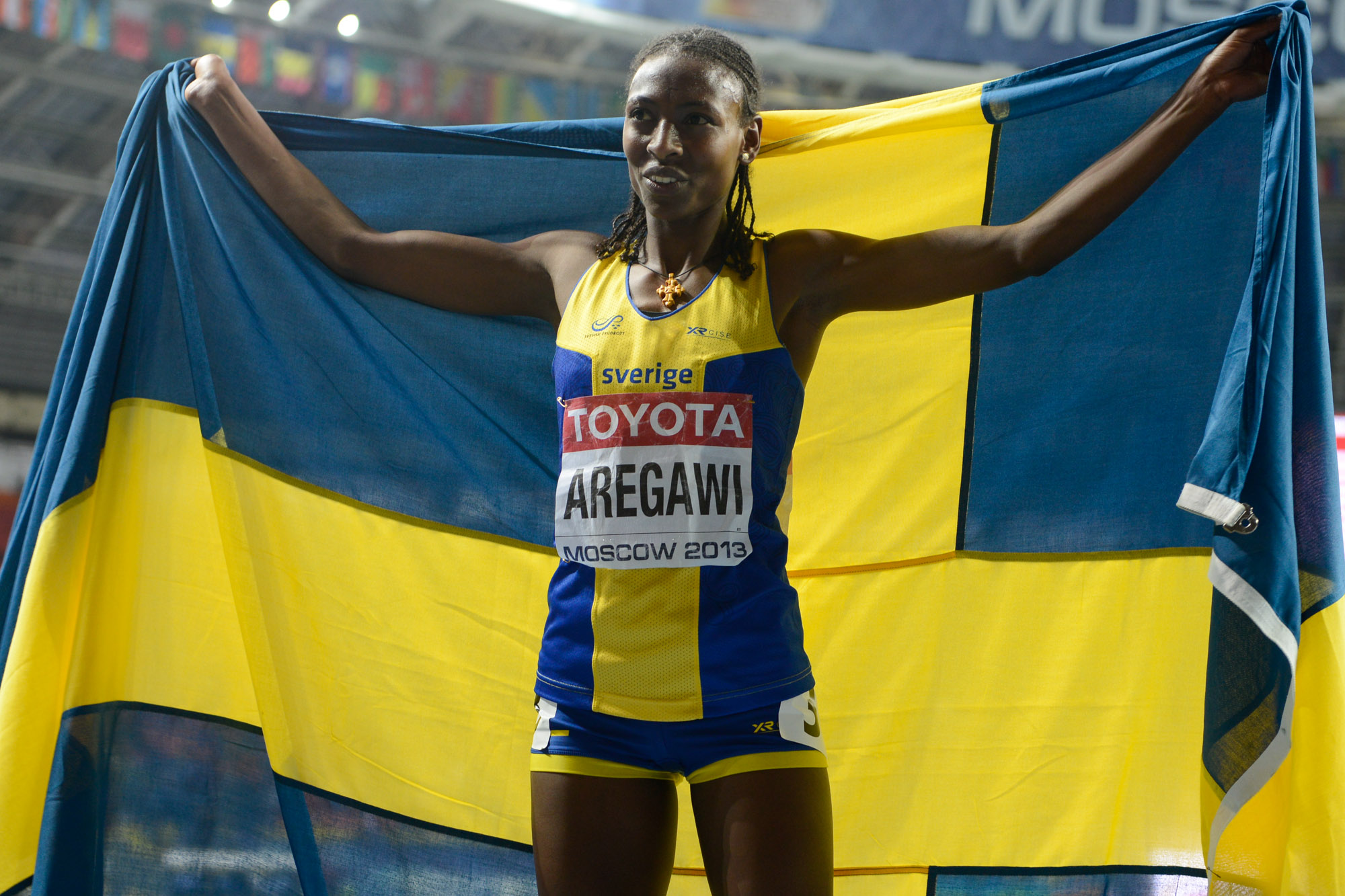
Weltmeisterin Abeba Aregawi

- Die zunächst sechstplatzierte russische Läuferin Jekaterina Scharmina wurde aufgrund von Anomalien in ihrem Blutbild vom 7. Dezember 2015 an für drei Jahre gesperrt. Unter anderem ihr Resultat von diesen Weltmeisterschaften wurde gestrichen.[33]
- Die vom 14. Juli bis 16. August 2014 erzielten Resultate der im Halbfinale ausgeschiedenen Swetlana Podosjonowa, spätere Swetlana Karamaschewa, ebenfalls aus Russland, wurden wegen Auffälligkeiten in ihrem Biologischen Pass annulliert.[34]

### 5000 m
| Platz | Athletin              | Land | Zeit (min) |
| ----- | --------------------- | ---- | ---------- |
| 1     | Meseret Defar         | ETH  | 14:50,19   |
| 2     | Mercy Cherono         | KEN  | 14:51,22   |
| 3     | Almaz Ayana           | ETH  | 14:51,33   |
| 4     | Viola Jelagat Kibiwot | KEN  | 15:01,67   |
| 5     | Buze Diriba           | ETH  | 15:05,38   |
| 6     | Molly Huddle          | USA  | 15:05,73   |
| 7     | Shannon Rowbury       | USA  | 15:06,10   |
| 8     | Susan Kuijken         | NED  | 15:14,70   |

Finale: 17. August, 18:55 Uhr

### 10.000 m
| Platz | Athletin               | Land | Zeit (min) |
| ----- | ---------------------- | ---- | ---------- |
| 1     | Tirunesh Dibaba        | ETH  | 30:43,35   |
| 2     | Gladys Cherono         | KEN  | 30:45,17   |
| 3     | Belaynesh Oljira       | ETH  | 30:46,98   |
| 4     | Emily Chebet Muge      | KEN  | 30:47,02   |
| 5     | Hitomi Niiya           | JPN  | 30:56,70   |
| 6     | Shitaye Eshete         | BRN  | 31:13,79   |
| 7     | Selly Chepyego Kaptich | KEN  | 31:22,11   |
| 8     | Shalane Flanagan       | USA  | 31:34,83   |

Datum: 10. August, 21:05 Uhr
Teilnehmerin aus einem deutschsprachigen Land:
Sabrina Mockenhaupt  GER, DNF

### Marathon
| Platz | Athletin           | Land | Zeit (h) |
| ----- | ------------------ | ---- | -------- |
| 1     | Edna Kiplagat      | KEN  | 2:25:44  |
| 2     | Valeria Straneo    | ITA  | 2:25:58  |
| 3     | Kayoko Fukushi     | JPN  | 2:27:45  |
| 4     | Ryōko Kizaki       | JPN  | 2:31:28  |
| 5     | Alessandra Aguilar | ESP  | 2:32:38  |
| 6     | Emma Quaglia       | ITA  | 2:34:16  |
| 7     | Madaí Pérez        | MEX  | 2:34:23  |
| 8     | Kim Hye-gyong      | PRK  | 2:35:49  |

Datum: 10. August, 14:00 Uhr
Teilnehmerinnen aus deutschsprachigen Ländern:
- Renate Wyss  SUI, Platz 35 in 2:50:41 h
- Patricia Morceli Bühler  SUI, DNS

Doping:

Die von 2011 bis 2013 erzielten Resultate der Türkin Ümmü Kiraz, die das Rennen nicht beendet hatte, wurden aufgrund von irregulären Blutwerten in ihrem Biologischen Pass durch die Welt-Anti-Doping-Agentur (WADA) annulliert. Darüber hinaus wurde Ümmü Kiraz mit einer Sperre von zweieinhalb Jahren belegt.

### 100 m Hürden

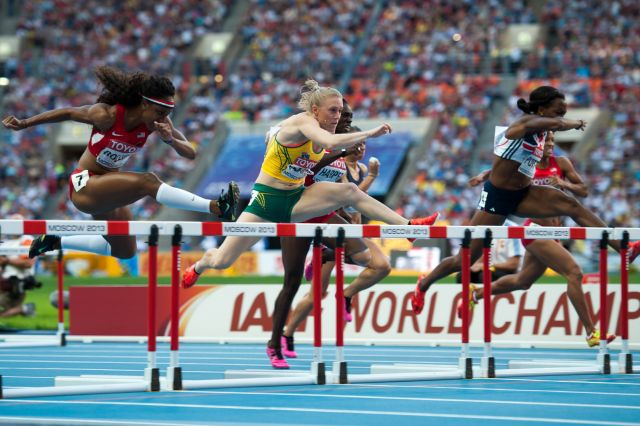
Im Finale v. l. n. r.: Sally Pearson (rotes Trikot) Sally Pearson (gelbes Trikot), Dawn Harper-Nelson (verdeckt), Tiffany Porter (britische Flagge auf dem Trikot)

| Platz | Athletin           | Land | Zeit (s) |
| ----- | ------------------ | ---- | -------- |
| 1     | Brianna Rollins    | USA  | 12,44    |
| 2     | Sally Pearson      | AUS  | 12,50    |
| 3     | Tiffany Porter     | GBR  | 12,55    |
| 4     | Dawn Harper-Nelson | USA  | 12,59    |
| 5     | Queen Harrison     | USA  | 12,73    |
| 6     | Angela Whyte       | CAN  | 12,78    |
| 7     | Cindy Billaud      | FRA  | 12,84    |
| DOP   | Julija Kondakowa   | RUS  | 12,86    |

Finale: 17. August, 19:50 Uhr
Wind: −0,6 m/s
Doping:

Die ursprünglich achtplatzierte Russin Julija Kondakowa wurde zusammen mit elf weiteren Sportlern bei Nachtests von den Olympischen Spielen 2012 des Dopingmissbrauchs überführt. Ihre seitdem erzielten Resultate wurden annulliert und sie wurde beginnend mit dem 1. Februar 2019 für vier Jahre gesperrt.

### 400 m Hürden

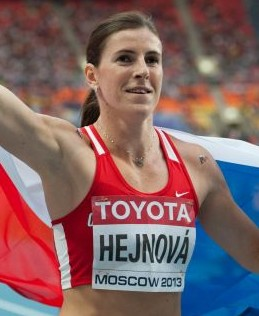
Zuzana Hejnová – Olympiabronze 2012 und nun WM-Gold

| Platz | Athletin             | Land | Zeit (s) |
| ----- | -------------------- | ---- | -------- |
| 1     | Zuzana Hejnová       | CZE  | 52,83 WL |
| 2     | Dalilah Muhammad     | USA  | 54,09    |
| 3     | Lashinda Demus       | USA  | 54,27    |
| 4     | Eilidh Child         | GBR  | 54,86    |
| 5     | Hanna Jaroschtschuk  | UKR  | 55,01    |
| 6     | Perri Shakes-Drayton | GBR  | 56,25    |
| 7     | Nickiesha Wilson     | JAM  | 57,34    |
| DOP   | Hanna Titimez        | UKR  | 54,72    |

Finale: 15. August, 20:45 Uhr
Doping:

Die im Zeitraum vom 26. Juni 2012 bis 26. Juni 2014 erzielten Resultate der ursprünglich viertplatzierten Ukrainerin Hanna Titimez wurden aufgrund von Dopingvergehen im Jahr 2017 offiziell gestrichen. Außerdem wurde sie vom 3. April 2017 bis zum 2. April 2019 gesperrt.

### 3000 m Hindernis
| Platz | Athletin              | Land | Zeit (min) |
| ----- | --------------------- | ---- | ---------- |
| 1     | Milcah Chemos Cheywa  | KEN  | 9:11,65 WL |
| 2     | Lidya Chepkurui       | KEN  | 9:12,55    |
| 3     | Sofia Assefa          | ETH  | 9:12,84    |
| 4     | Hiwot Ayalew          | ETH  | 9:15,25    |
| 5     | Etenesh Diro          | ETH  | 9:16,97    |
| 6     | Hyvin Kiyeng          | KEN  | 9:22,05    |
| 7     | Walentyna Schudina    | UKR  | 9:33,73    |
| 8     | Antje Möldner-Schmidt | GER  | 9:34,06    |

Finale: 13. August, 21:25 Uhr

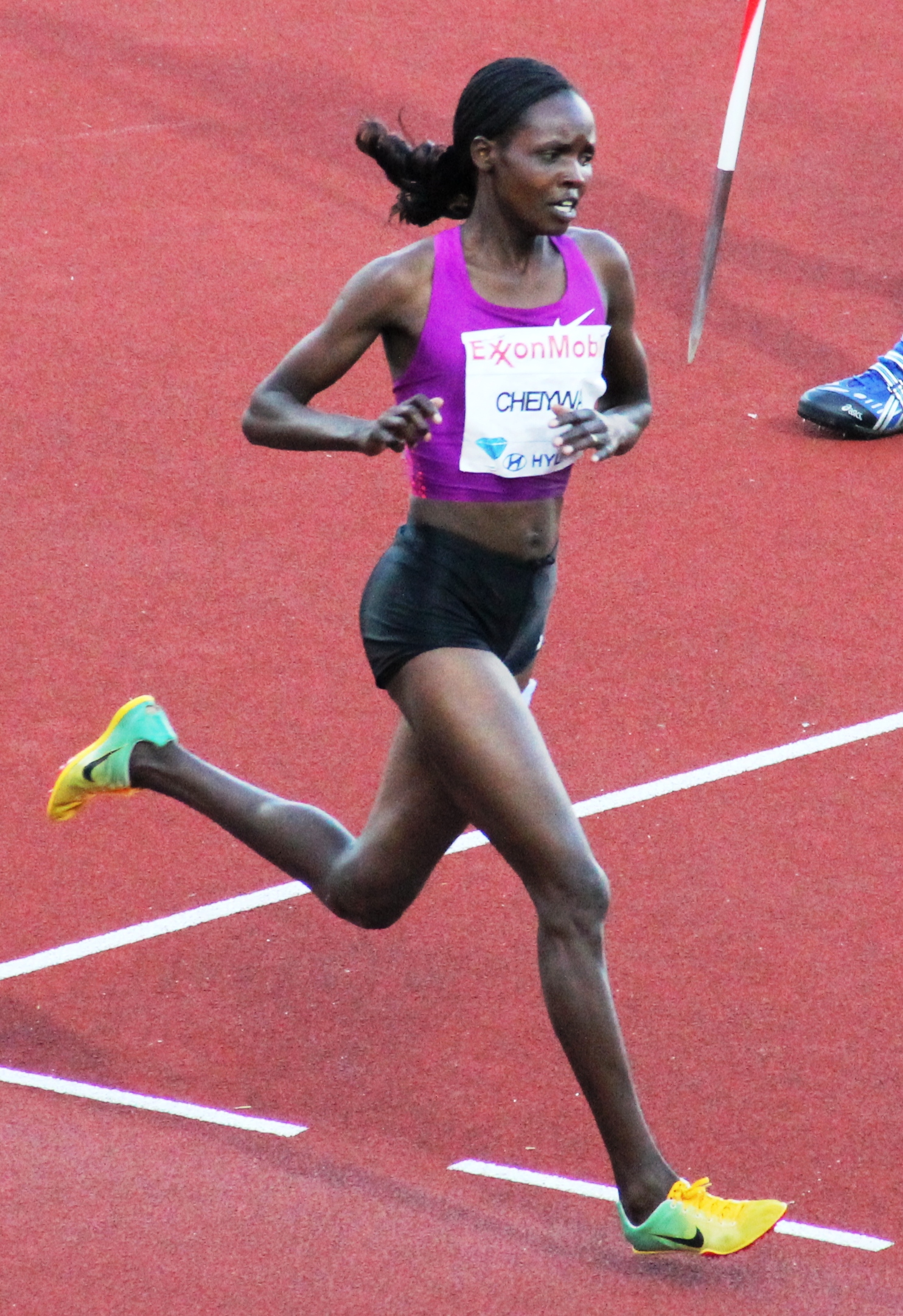
Gold für Milcah Chemos Cheywa nach WM-Silber 2009 und 2011

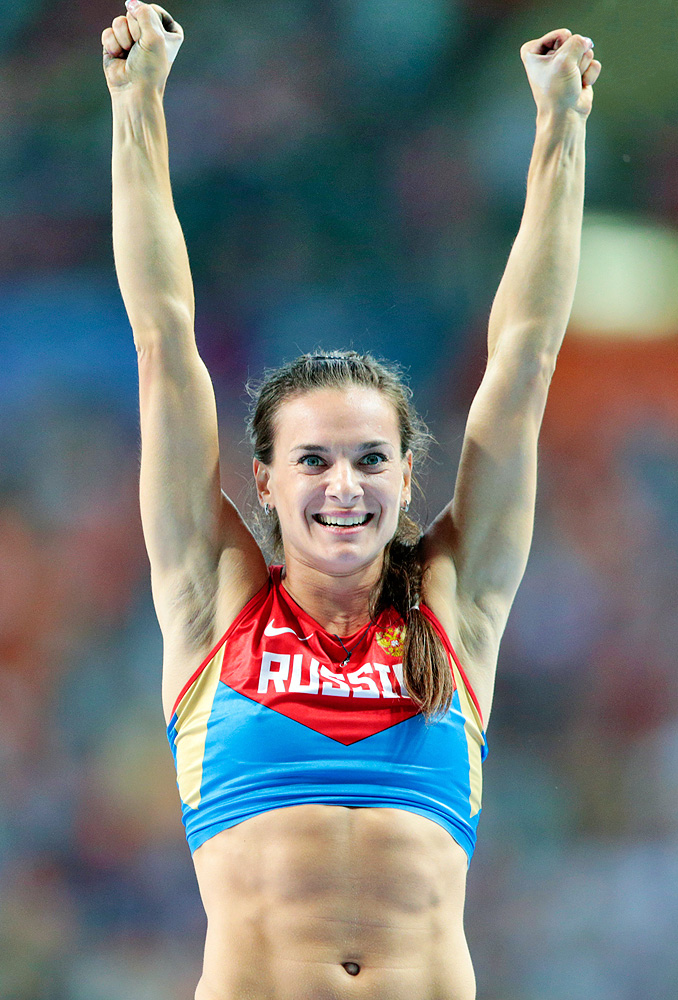
Dritter WM-Titel für Jelena Issinbajewa

Weitere Teilnehmerinnen aus deutschsprachigen Ländern:
- Gesa Felicitas Krause  GER, Platz 9 in 9:37,11 min
- Fabienne Schlumpf  SUI, in der Qualifikation ausgeschieden (IAAF Rule 163.3a – Bahnübertreten[55])

### 4 × 100 m Staffel
| Platz | Land           | Athletinnen | Zeit (s)                      |
| ----- | -------------- | --- | ----------------------------- |
| 1     | Jamaika        | Carrie Russell Kerron Stewart Schillonie Calvert Shelly-Ann Fraser-Pryce (Finale) im Vorlauf außerdem: Sheri-Ann Brooks | 41,29 CR                      |
| 2     | USA            | Jeneba Tarmoh Alexandria Anderson English Gardner Octavious Freeman                                                     | 42,75                         |
| 3     | Großbritannien | Dina Asher-Smith Ashleigh Nelson Annabelle Lewis Hayley Jones                                                           | 42,87                         |
| 4     | Deutschland    | Yasmin Kwadwo Inna Weit Tatjana Pinto Verena Sailer                                                                     | 42,90                         |
| 5     | Russland       | Olga Belkina Natalja Russakowa Jelisaweta Sawlinis Jelena Bolsun                                                        | 42,93                         |
| 6     | Kanada         | Crystal Emmanuel Kimberly Hyacinthe Shai-Anne Davis Khamica Bingham                                                     | 43,28                         |
| DNF   | Brasilien      | Evelyn dos Santos Ana Cláudia Silva Franciela Krasucki Vanda Gomes (Finale) im Vorlauf außerdem: Rosângela Santos       |                               |
| DSQ   | Frankreich     | Céline Distel-Bonnet Ayodelé Ikuesan Myriam Soumaré Stella Akakpo                                                       | IAAF Rule 170.7 Wechselfehler |

Finale: 18. August, 18:10 Uhr
Doping:

Das Resultat der im Vorlauf ausgeschiedenen Staffel aus der Ukraine wurde annulliert, nachdem deren Mitglied Jelysaweta Brysgina positiv auf das Steroid Drostanolon getestet worden war. Auch Brysginas Ergebnis über 200 Meter (im Halbfinale ausgeschieden) wurde gestrichen und die Athletin bis Ende August 2015 gesperrt.

### 4 × 400 m Staffel
| Platz | Land           | Athletinnen | Zeit (min)                  |
| ----- | -------------- | --- | --------------------------- |
| 1     | USA            | Jessica Beard Natasha Hastings (Finale) Ashley Spencer Francena McCorory im Vorlauf außerdem: Joanna Atkins            | 3:20,41                     |
| 2     | Großbritannien | Eilidh Child Shana Cox Margaret Adeoye Christine Ohuruogu                                                              | 3:22,61                     |
| 3     | Frankreich     | Marie Gayot Lénora Guion-Firmin (Finale) Muriel Hurtis Floria Gueï im Vorlauf außerdem: Phara Anacharsis               | 3:24,21                     |
| 4     | Ukraine        | Daryna Prystupa Olha Ljachowa (Finale) Alina Lohwynenko Natalija Pyhyda im Vorlauf außerdem: Olha Semljak              | 3:27,38                     |
| 5     | Nigeria        | Omolara Omotoso Patience Okon George Bukola Abogunloko Regina George                                                   | 3:27,57                     |
| 6     | Rumänien       | Adelina Pastor Mirela Lavric (Finale) Sanda Belgyan Bianca Răzor im Vorlauf außerdem: Alina Panainte                   | 3:28,40                     |
| DSQ   | Italien        | Chiara Bazzoni Marta Milani Maria Enrica Spacca (Finale) Libania Grenot im Vorlauf außerdem: Maria Benedicta Chigbolu  | IAAF Rule 170.6 Stabverlust |
| DOP   | Russland       | Julija Guschtschina Tatjana Firowa Xenija Ryschowa Antonina Kriwoschapka (Finale) im Vorlauf außerdem: Natalja Antjuch | 3:20,19                     |

Finale: 17. August, 19:30 Uhr
Doping:

Die zunächst siegreiche russische Staffel wurde aufgrund nachgewiesenen Dopingvergehens ihrer Schlussläuferin Antonina Kriwoschapka nachträglich disqualifiziert. Die Athletin hatte gemeinsam mit vier weiteren betroffenen Sportlern ihren Dopingverstoß zugegeben und musste auch ihre über 400 Meter errungene Bronzemedaille zurückgeben.

### 20 km Gehen
| Platz | Athletin         | Land | Zeit (h)   |
| ----- | ---------------- | ---- | ---------- |
| 1     | Liu Hong         | CHN  | 1:28:10    |
| 2     | Sun Huanhuan     | CHN  | 1:28:32    |
| 3     | Elisa Rigaudo    | ITA  | 1:28:41    |
| 4     | Beatriz Pascual  | ESP  | 1:29:00    |
| 5     | Anežka Drahotová | CZE  | 1:29:05 NR |
| 6     | Ana Cabecinha    | POR  | 1:29:17    |
| 7     | Júlia Takács     | ESP  | 1:29:25    |

Datum: 13. August, 9:35 Uhr
Teilnehmerinnen aus deutschsprachigen Ländern:
- Laura Polli  SUI, Platz 36 in 1:34:07 h
- Marie Polli  SUI, Platz 49 in 1:36:31 h

Dieser Wettbewerb war mit mehreren Dopingfällen belastet:
- Im März 2022 wurde der Sieg der Russin Jelena Laschmanowa wegen Dopingvergehens annulliert.[57]
- Die ursprünglich zweitplatzierte Russin Anissja Kirdjapkina wurde vom Internationalen Sportgerichtshof CAS wegen Blutauffälligkeiten für drei Jahre gesperrt. Ihre bei den Weltmeisterschaften 2011 und 2013 gewonnenen Medaillen musste sie zurückgeben.[37]
- Die Ukrainerin Olena Schumkina, zunächst Platz 19, wurde wegen auffälliger Blutwerte in ihrem Biologischen Pass für dreieinhalb Jahre gesperrt. Ihre seit Mai 2011 erzielten Ergebnisse wurden gestrichen.[38]
- Die zunächst auf Platz 27 angekommene Kasachin Ayman Kozhakhmetova gehörte zu sieben Athleten, die direkt im Anschluss an die Weltmeisterschaften positiv getestet und disqualifiziert wurden. Sie hatte die verbotene Substanz Erythropoetin (EPO) eingesetzt.[11]

### Hochsprung
| Platz | Athletin            | Land | Höhe (m) |
| ----- | ------------------- | ---- | -------- |
| 1     | Brigetta Barrett    | USA  | 2,00     |
| 2     | Ruth Beitia         | ESP  | 1,97     |
| 2     | Anna Tschitscherowa | RUS  | 1,97     |
| 4     | Emma Green          | SWE  | 1,97     |
| 5     | Justyna Kasprzycka  | POL  | 1,97     |
| 6     | Kamila Stepaniuk    | POL  | 1,93     |
| 6     | Alessia Trost       | ITA  | 1,93     |
| 8     | Irina Gordejewa     | RUS  | 1,93     |
| 8     | Zheng Xingjuan      | CHN  | 1,93     |

Finale: 17. August, 18:00 Uhr

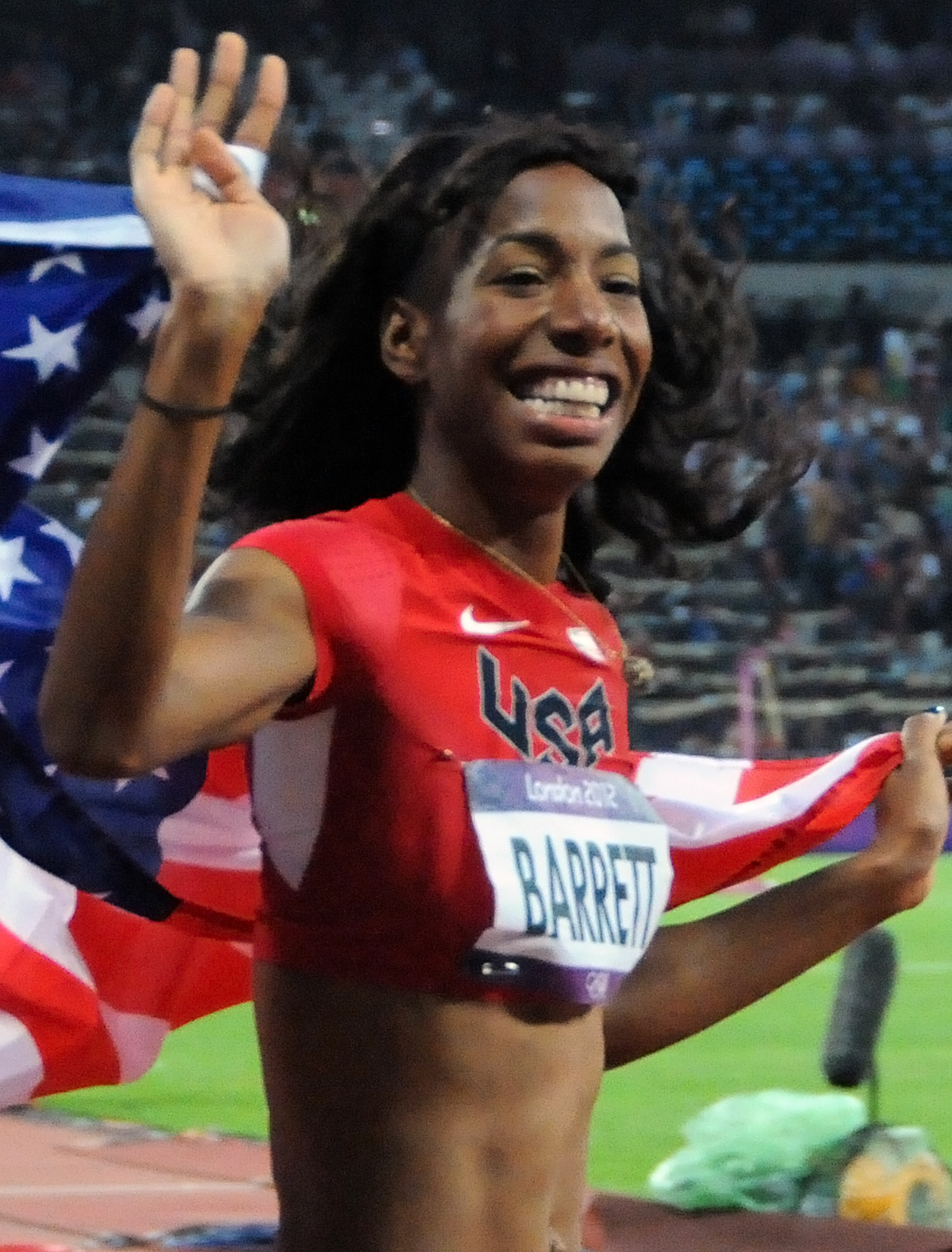
Brigetta Barrett – 2012 Olympiasilber und nun WM-Gold

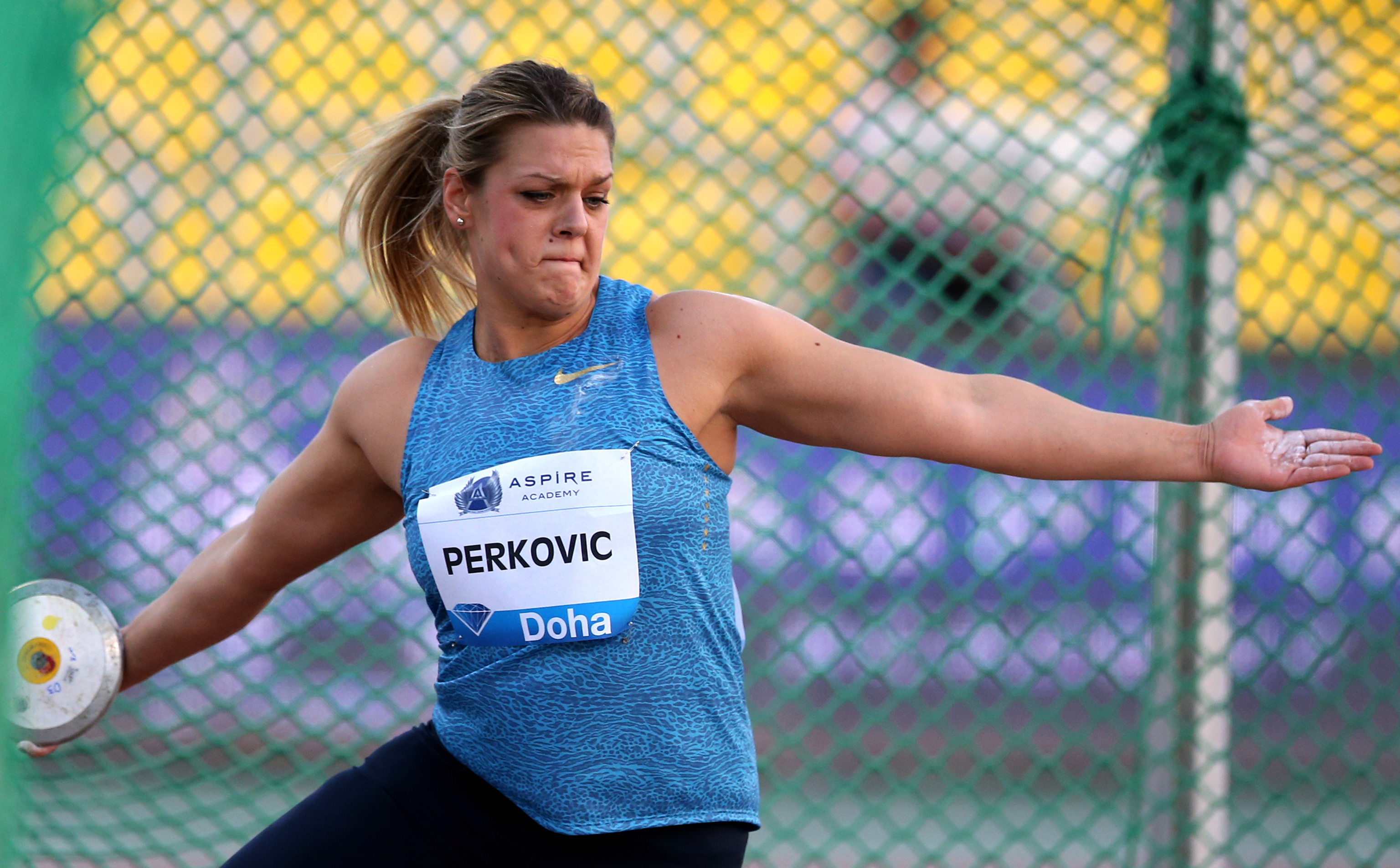
Weltmeisterin Sandra Perković, aktuelle Olympiasiegerin und zweifache Europameisterin (2010/2012)

Weitere Teilnehmerin aus einem deutschsprachigen Land:
Marie-Laurence Jungfleisch  GER, Platz 13 (NM)
Doping:

Die ursprüngliche Siegerin Swetlana Schkolina aus Russland wurde wegen Verstoßes gegen die Antidopingbestimmungen durch den Internationalen Sportgerichtshof CAS für vier Jahre gesperrt. Ihre olympische Bronzemedaille von 2012 und ihre WM-Goldmedaille von 2013 musste sie zurückgeben.

### Stabhochsprung
| Platz | Athletin                | Land | Höhe (m) |
| ----- | ----------------------- | ---- | -------- |
| 1     | Jelena Issinbajewa      | RUS  | 4,89     |
| 2     | Jennifer Suhr           | USA  | 4,82     |
| 3     | Yarisley Silva          | CUB  | 4,82     |
| 4     | Silke Spiegelburg       | GER  | 4,75     |
| 5     | Fabiana Murer           | BRA  | 4,65     |
| 5     | Anastassija Sawtschenko | RUS  | 4,65     |
| 7     | Angelina Schuk-Krasnowa | RUS  | 4,65     |
| 8     | Lisa Ryzih              | GER  | 4,55     |
| 8     | Jiřina Ptáčníková       | CZE  | 4,55     |

Finale: 13. August, 19:35 Uhr
Weitere Teilnehmerinnen aus deutschsprachigen Ländern:
- Kristina Gadschiew  GER, Platz 10 in 4,55 m
- Carolin Hingst  GER, mit 4,45 m in der Qualifikation aufgrund von Achillessehnenschmerzen ausgeschieden

### Weitsprung
| Platz | Athletin          | Land | Weite (m) |
| ----- | ----------------- | ---- | --------- |
| 1     | Brittney Reese    | USA  | 7,01      |
| 2     | Blessing Okagbare | NGR  | 6,99      |
| 3     | Ivana Španović    | SRB  | 6,82 NR   |
| 4     | Wolha Sudarawa    | BLR  | 6,82      |
| 5     | Shara Proctor     | GBR  | 6,79      |
| 6     | Darja Klischina   | RUS  | 6,76      |
| 7     | Tori Polk         | USA  | 6,73      |
| 8     | Jelena Sokolowa   | RUS  | 6,65      |

Finale: 11. August, 19:00 Uhr
Teilnehmerinnen aus deutschsprachigen Ländern:
- Sosthene Moguenara  GER, Platz 12 mit 6,42 m
- Lena Malkus  GER, mit 6,49 m in der Qualifikation ausgeschieden
- Malaika Mihambo  GER, mit 6,49 m in der Qualifikation ausgeschieden

Doping:

Die russische Weitspringerin Olga Kutscherenko, ursprünglich auf dem fünften Platz, wurde wegen ihres Verstoßes gegen die Antidopingbestimmungen von der russischen Antidoping-Agentur RUSADA sanktioniert in Form einer zweijährigen Sperre sowie Aberkennung ihrer vom 28. August 2011 bis 28. August 2013 erzielten Resultate.

### Dreisprung
| Platz | Athletin          | Land | Weite (m) |
| ----- | ----------------- | ---- | --------- |
| 1     | Caterine Ibargüen | COL  | 14,85     |
| 2     | Jekaterina Konewa | RUS  | 14,81     |
| 3     | Olha Saladucha    | UKR  | 14,65     |
| 4     | Kimberly Williams | JAM  | 14,62     |
| 5     | Mabel Gay         | CUB  | 14,45     |
| 6     | Hanna Knjasjewa   | ISR  | 14,33     |
| 7     | Irina Gumenjuk    | RUS  | 14,15     |
| 8     | Snežana Rodič     | SLO  | 14,13     |

Finale: 15. August, 19:40 Uhr
Doping:

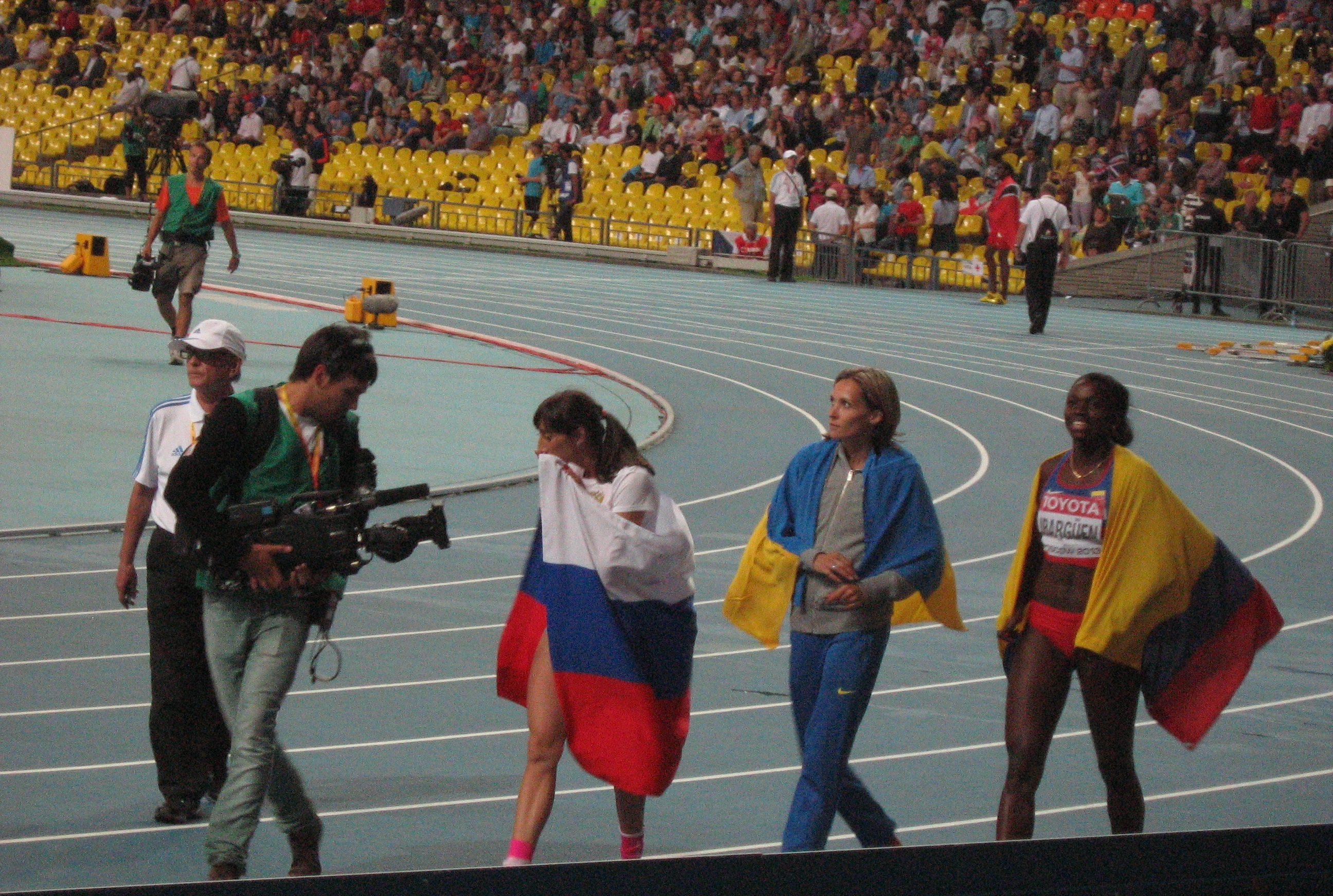
Die Medaillengewinnerinnen im Dreisprung (v. l. n. r.): Jekaterina Konewa, Olha Saladucha, Caterine Ibargüen

Die zunächst siebtplatzierte Russin Anna Pjatych wurde wegen Einsatzes des leistungssteigernden Mittels Turinabol mit einer Sperre von vier Jahren belegt, die am 15. Dezember 2016 begann. Ihre vom 6. Juli 2013 bis 15. Dezember 2016 erzielten Resultate sowie ihr vierter Rang von den Weltmeisterschaften 2007 wurden annulliert.

### Kugelstoßen
| Platz | Athletin            | Land | Weite (m) |
| ----- | ------------------- | ---- | --------- |
| 1     | Valerie Adams       | NZL  | 20,88     |
| 2     | Christina Schwanitz | GER  | 20,41     |
| 3     | Gong Lijiao         | CHN  | 19,95     |
| 4     | Michelle Carter     | USA  | 19,94     |
| 5     | Li Ling             | CHN  | 18,38     |
| 6     | Irina Tarassowa     | RUS  | 18,37     |
| 7     | Tia Brooks          | USA  | 18,09     |
| 8     | Galyna Obleshchuk   | UKR  | 18,08     |

Finale: 12. August, 20:25 Uhr
Weitere Teilnehmerin aus einem deutschsprachigen Land:
Josephine Terlecki  GER, mit 17,87 m in der Qualifikation ausgeschieden
Doping:

Die russische Kugelstoßerin Jewgenija Kolodko, ursprünglich auf dem fünften Platz, wurde für zwei Jahre gesperrt, nachdem sie gemeinsam mit vier weiteren betroffenen Sportlern ihren Dopingverstoß zugegeben hatte. Unter anderem ihr hier erzieltes WM-Resultat wurde annulliert.

### Diskuswurf
| Platz | Athletin             | Land | Weite (m) |
| ----- | -------------------- | ---- | --------- |
| 1     | Sandra Perković      | CRO  | 67,99     |
| 2     | Mélina Robert-Michon | FRA  | 66,28 NR  |
| 3     | Yarelys Barrios      | CUB  | 64,96     |
| 4     | Nadine Müller        | GER  | 64,47     |
| 5     | Gia Lewis-Smallwood  | USA  | 64,23     |
| 6     | Tan Jian             | CHN  | 63,34     |
| 7     | Żaneta Glanc         | POL  | 62,90     |
| 8     | Denia Caballero      | CUB  | 62,80     |

Finale: 11. August, 20:15 Uhr
Weitere Teilnehmerin aus einem deutschsprachigen Land:
Julia Fischer  GER, mit 60,09 m in der Qualifikation ausgeschieden
Doping:

Disqualifiziert wurde die in der Qualifikation ausgeschiedene Russin Wera Ganejewa. Sie wurde außerdem für zwei Jahre gesperrt, nachdem sie gemeinsam mit vier weiteren betroffenen Sportlern ihren Dopingverstoß zugegeben hatte.

### Hammerwurf
| Platz | Athletin          | Land | Weite (m)   |
| ----- | ----------------- | ---- | ----------- |
| 1     | Anita Włodarczyk  | POL  | 78,46 CR/NR |
| 2     | Zhang Wenxiu      | CHN  | 75,58       |
| 3     | Wang Zheng        | CHN  | 74,90       |
| 4     | Yipsi Moreno      | CUB  | 74,16       |
| 5     | Oxana Kondratjewa | RUS  | 72,76       |
| 6     | Éva Orbán         | HUN  | 72,70       |
| 7     | Jeneva McCall     | USA  | 72,65       |
| 8     | Amanda Bingson    | USA  | 72,56       |

Finale: 14. August, 19:00 Uhr
Teilnehmerinnen aus deutschsprachigen Ländern:

- Betty Heidler  GER, mit 68,83 m in der Qualifikation ausgeschieden
- Kathrin Klaas  GER, mit 68,34 m in der Qualifikation ausgeschieden

Hier gab es vier Dopingfälle:
- Die ursprüngliche Siegerin Tatjana Lyssenko aus Russland wurde als Mehrfachtäterin durch den Internationalen Sportgerichtshof CAS für acht Jahre gesperrt. Ihr Weltmeistertitel von 2013 wurde ihr aberkannt.[26]
- Die zunächst fünftplatzierte russische Werferin Anna Bulgakowa wurde für zwei Jahre gesperrt, nachdem sie gemeinsam mit vier weiteren betroffenen Sportlern ihren Dopingverstoß zugegeben hatte. Unter anderem ihr hier erzieltes WM-Resultat wurde annulliert.[41]
- Die ursprünglich elftplatzierte Gulfija Chanafejewa, ebenfalls aus Russland, wurde zusammen mit zwei weiteren russischen Leichtathletinnen bei Nachtests zu den Olympischen Spielen 2012 des Dopings überführt. Die Athletin hatte bereits vorher eine Sperre wegen eines Verstoßes aus dem Jahr 2008 hinnehmen müssen. Unter anderem ihr hier erzieltes WM-Resultat wurde gestrichen.[42]
- Die in der Qualifikation ausgeschiedene Belarussin Aksana Mjankowa wurde bei Nachuntersuchungen der Dopingproben von den Olympischen Spielen 2012 positiv auf Turinabol und Oxandrolon getestet. Ihre Goldmedaille von 2012 musste sie zurückgeben, auch ihr Resultat von den Weltmeisterschaften 2013 wurde gestrichen.[43]

### Speerwurf
| Platz | Athletin                | Land | Weite (m) |
| ----- | ----------------------- | ---- | --------- |
| 1     | Christina Obergföll     | GER  | 69,05     |
| 2     | Kimberley Mickle        | AUS  | 66,25     |
| 3     | Marija Abakumowa        | RUS  | 65,09     |
| 4     | Linda Stahl             | GER  | 64,78     |
| 5     | Kathryn Mitchell        | AUS  | 63,77     |
| 6     | Sunette Viljoen         | RSA  | 63,58     |
| 7     | Wiktorija Sudaruschkina | RUS  | 62,21     |
| 8     | Li Lingwei              | CHN  | 61,30     |

Finale: 18. August, 16:00 Uhr

### Siebenkampf
| Platz | Athletin                   | Land | Punkte  |
| ----- | -------------------------- | ---- | ------- |
| 1     | Hanna Melnytschenko        | UKR  | 6586    |
| 2     | Brianne Theisen-Eaton      | CAN  | 6530    |
| 3     | Dafne Schippers            | NED  | 6477 NR |
| 4     | Claudia Rath               | GER  | 6462    |
| 5     | Katarina Johnson-Thompson  | GBR  | 6449    |
| 6     | Sharon Day                 | USA  | 6407    |
| 7     | Eliška Klučinová           | CZE  | 6332 NR |
| 8     | Antoinette Nana Djimou Ida | FRA  | 6326    |

Datum: 12./13. August
Weitere Teilnehmerinnen aus deutschsprachigen Ländern:
- Ellen Sprunger  SUI, Platz 13 mit 6081 Punkten
- Linda Züblin  SUI, Platz 16 mit 6057 Punkten
- Julia Mächtig  GER, Platz 17 mit 6021 Punkten
- Kira Biesenbach  GER, verletzungsbedingt nach drei Disziplinen ausgeschieden.